# Avlidna 2016
Detta är en lista över kända personer som har avlidit under 2016.

## Januari

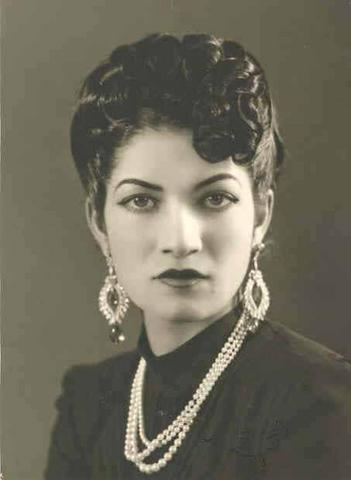
Den iranska prinsessan Ashraf Pahlavi avled 7 januari, 96 år gammal.

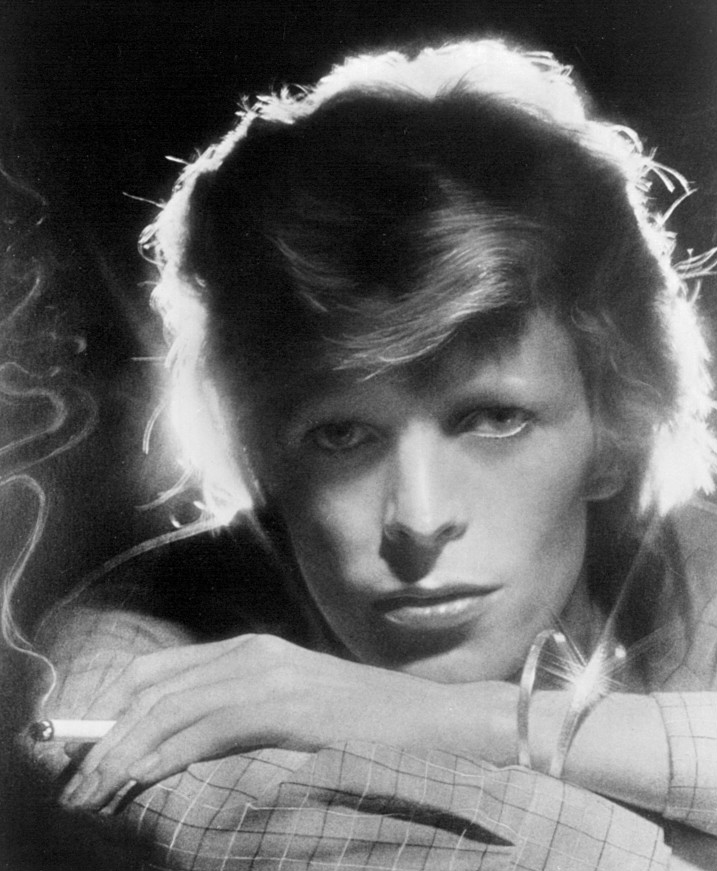
Den brittiske artisten David Bowie avled 10 januari, 69 år gammal.

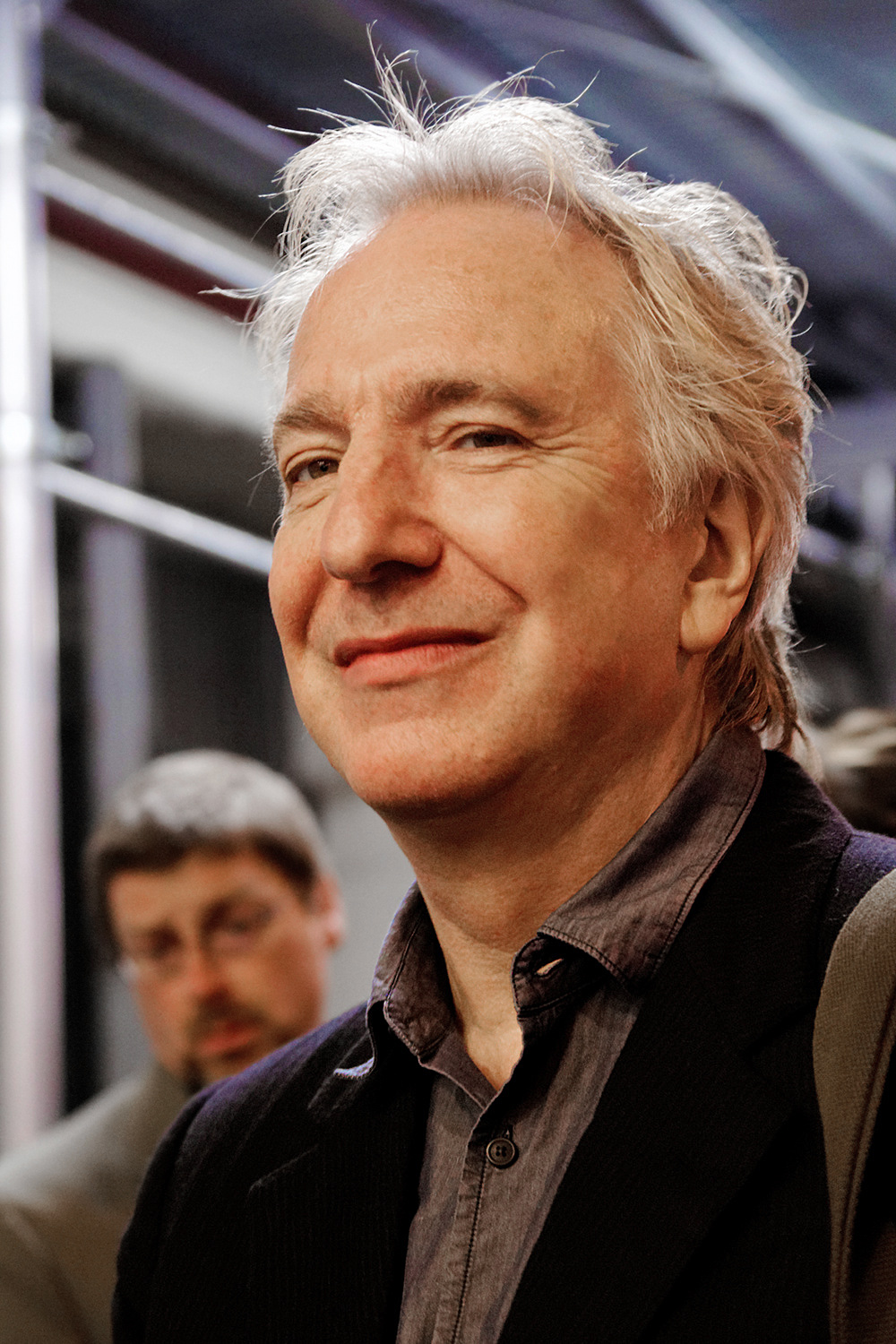
Den brittiske skådespelaren Alan Rickman avled 14 januari, 69 år gammal.

- 1 januari – Dale Bumpers, 90, amerikansk demokratisk politiker.[1]
- 1 januari – Brian Johns, 79, australisk affärsman, VD för ABC 1995–2000.[2]
- 1 januari – Gilbert Kaplan, 74, amerikansk ekonomijournalist, förläggare, amatördirigent och Gustav Mahler-kännare.[3]
- 1 januari – Michael Oxley, 71, amerikansk republikansk politiker.[4]
- 1 januari – Vilmos Zsigmond, 85, ungersk-amerikansk filmfotograf.[5]
- 2 januari – Nimr Baqr al-Nimr, omkring 56, saudisk shiamuslimsk religiös ledare.[6]
- 3 januari – Annica Tiger, 62, svensk internetpionjär och folkbildare inom HTML.[7][8]
- 3 januari – Göran Gunér, 72, svensk regissör, producent och manusförfattare.[9]
- 3 januari – Peter Naur, 87, dansk datavetare.[10]
- 4 januari – Jan Aronsson, 84, svensk fotbollsspelare.[11]
- 4 januari – Michel Galabru, 93, fransk skådespelare.[12]
- 4 januari – Achim Mentzel, 69, tysk underhållare och programledare.[13]
- 5 januari – Pierre Boulez, 90, fransk dirigent och tonsättare.[14]
- 5 januari – Anatolij Rosjtjin, 83, rysk (sovjetisk) brottare och olympisk guldmedaljör.[15]
- 5 januari – Hanna-Marie Weydahl, 93, norsk klassisk pianist.[16]
- 6 januari – Lennart Schön, 69, svensk professor i ekonomisk historia.[17][18]
- 6 januari – Pat Harrington, Jr., 86, amerikansk skådespelare.[19]
- 6 januari – Silvana Pampanini, 90, italiensk skådespelare.[20]
- 7 januari – André Courrèges, 92, fransk modedesigner.[21]
- 7 januari – Kitty Kallen, 94, amerikansk sångare.[22]
- 7 januari – Richard Libertini, 82, amerikansk skådespelare.[23]
- 7 januari – Ashraf Pahlavi, 96, iransk prinsessa, tvillingsyster till den siste shahen av Iran.[24]
- 7 januari – Muhammed Sayed, 79, indisk politiker, chefsminister i Jammu och Kashmir 2002–2005 och 2015–2016, indisk inrikesminister 1989–1990.[25]
- 7 januari – Troy Shondell, 76, amerikansk sångare.[26]
- 7 januari – Pentti Supponen, 70, svensk folkhögskolelärare och socialdemokratisk kommunpolitiker.[27]
- 8 januari – Torsten Almén, 84, svensk radiolog.[28]
- 8 januari – Elmar Hillebrand, 90, tysk skulptör.[29]
- 8 januari – Red Simpson, 81, amerikansk countrysångare och låtskrivare.[30]
- 9 januari – Ove Allansson, 83, svensk författare och sjöman.[31]
- 9 januari – Maria Teresa de Filippis, 89, italiensk racerförare, första kvinnliga tävlande i formel 1.[32]
- 9 januari – Angus Scrimm, 89, amerikansk skådespelare och journalist.[33]
- 10 januari – David Bowie, 69, brittisk sångare, låtskrivare, musiker och skådespelare.[34]
- 10 januari – Bård Breivik, 67, norsk skulptör.[35]
- 10 januari – Ernst Hirsch, 99, svensk arkitekt.[36]
- 11 januari – Gunnel Vallquist, 97, svensk författare, översättare och kritiker; medlem av Svenska Akademien.[37]
- 12 januari – Dave Sime, 79, amerikansk friidrottare.[38]
- 13 januari – Brian Bedford, 80, brittisk skådespelare.[39]
- 13 januari – Giorgio Gomelsky, 81, georgisk-brittisk musikmanager, skivproducent och filmskapare.[40]
- 14 januari – René Angélil, 73, kanadensisk sångare och manager, make till Céline Dion.[41]
- 14 januari – Franco Citti, 80, italiensk skådespelare (Gudfadern).[42]
- 14 januari – Alan Rickman, 69, brittisk skådespelare.[43]
- 14 januari – Ellen Meiksins Wood, 73, amerikansk-kanadensisk marxistisk historiker och akademiker.[44][45]
- 15 januari – Walborg Thorsell, 96, svensk forskare.[46]
- 16 januari – Hans Gillingstam, 90, svensk historiker.[47]
- 16 januari – Jack Lidström, 84, svensk jazzmusiker.[48]
- 16 januari – Kåre Persson, 59, svensk läkare och översättare (Lucky Luke).[49]
- 17 januari – Kjell Alinge, 72, svensk radiojournalist och sketchförfattare.[50]
- 17 januari – Gunnel Enby, 74, svensk författare, översättare och barnboksrescensent.[51]
- 17 januari – Dale Griffin, 67, brittisk trumslagare.[52]
- 17 januari – Carina Jaarnek, 53, svensk sångare.[53]
- 17 januari – Clarence "Blowfly" Reid, 76, amerikansk artist.[54]
- 18 januari – Glenn Frey, 67, amerikansk sångare, låtskrivare, gitarrist och skådespelare (Eagles).[55]
- 18 januari – Lars Roar Langslet, 79, norsk politiker, kultur- och vetenskapsminister 1981–1986.[56]
- 18 januari – Else Marie Pade, 91, dansk kompositör, pionjär inom elektronisk och konkret musik.[57]
- 18 januari – Michel Tournier, 91, fransk författare.[58]
- 18 januari – Helena Tynell, 97, finsk formgivare.[59]
- 19 januari – Yasutaro Koide, 112, Japans och världens äldsta levande man.[60]
- 19 januari – Ettore Scola, 84, italiensk manusförfattare och filmregissör.[61]
- 19 januari – Sheila Sim, 93, brittisk skådespelare, änka efter Richard Attenborough.[62]
- 20 januari – Karl Erik Fichtelius, 91, svensk läkare och professor emeritus i histologi.[63]
- 21 januari – Bill Johnson, 55, amerikansk alpin skidåkare.[64]
- 21 januari – Leon Nordin, 85, svensk reklamman.[65]
- 21 januari – Jerker Porath, 94, svensk biokemist.[66]
- 22 januari – Sten Dunér, 84, svensk konstnär.[67]
- 23 januari – Curt-Steffan Giesecke, 94, svensk jurist, ekonom och företagsledare.[68]
- 24 januari – Jimmy Bain, 68, brittisk basist.[69]
- 24 januari – Fredrik Barth, 87, norsk socialantropolog.[70]
- 24 januari – Marvin Minsky, 88, amerikansk forskare inom kognitionsvetenskap och artificiell intelligens.[71]
- 26 januari – Tuss Hyland, 89, svensk författare, hustru till Lennart Hyland.[72]
- 26 januari – Colin Vearncombe (även känd som Black), 53, brittisk sångare och låtskrivare.[73]
- 26 januari – Abe Vigoda, 94, amerikansk skådespelare.[74]
- 28 januari – Signe Anderson, 74, amerikansk sångare (Jefferson Airplane).[75]
- 28 januari – Jan Anward, 68, svensk professor i språk och kulturforskning.[76]
- 28 januari – Aleš Debeljak, 54, slovensk poet, essäist och kulturkritiker.[77]
- 28 januari – Paul Kantner, 74, amerikansk rocksångare och gitarrist (Jefferson Airplane).[78]
- 29 januari – Jacques Rivette, 87, fransk filmregissör och filmkritiker (Franska nya vågen).[79]
- 30 januari – Tias Eckhoff, 89, norsk keramiker och industriell formgivare.[80]
- 30 januari – Frank Finlay, 89, brittisk skådespelare.[81]
- 30 januari – Francisco Flores, 56, El Salvadors president 1999–2004.[82]
- 30 januari – Calle Wisborg, 46, svensk musikproducent.[83][84]
- 31 januari – Terry Wogan, 77, irländsk-brittisk radio- och tv-programledare.[85]

## Februari

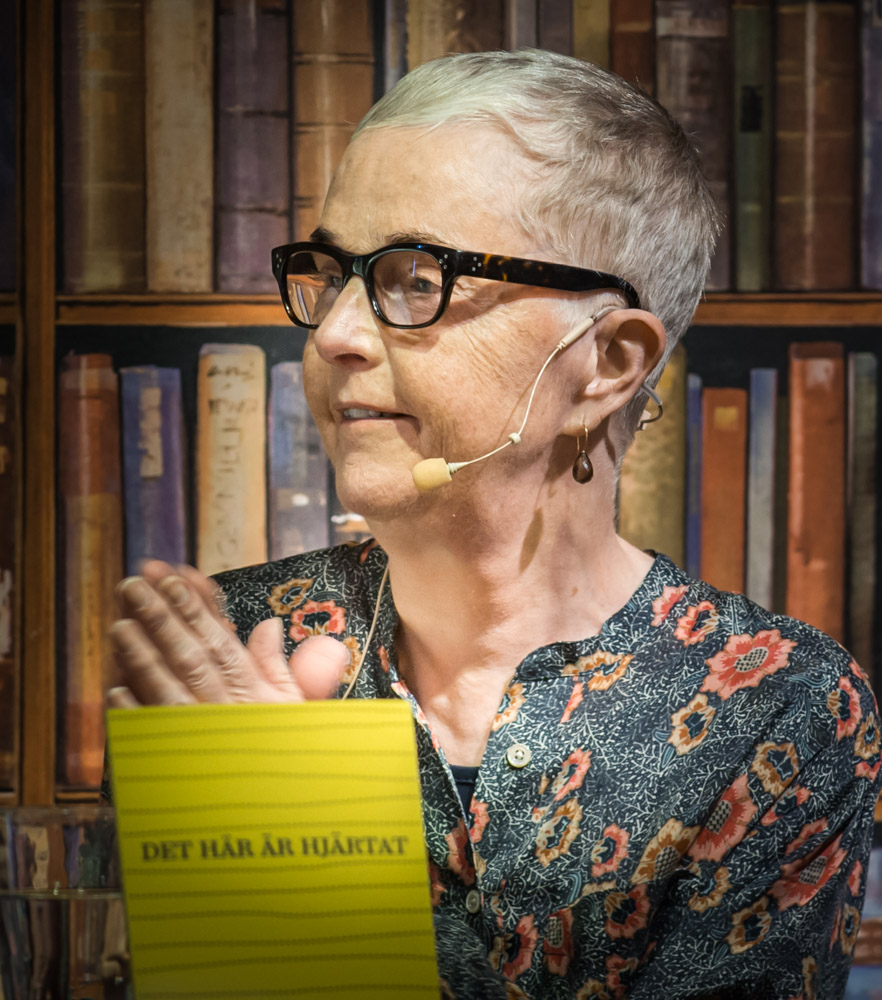
Den svenska författaren Bodil Malmsten avled 5 februari, 71 år gammal.

Den egyptiske diplomaten och politikern Boutros Boutros-Ghali avled 16 februari, 93 år gammal.

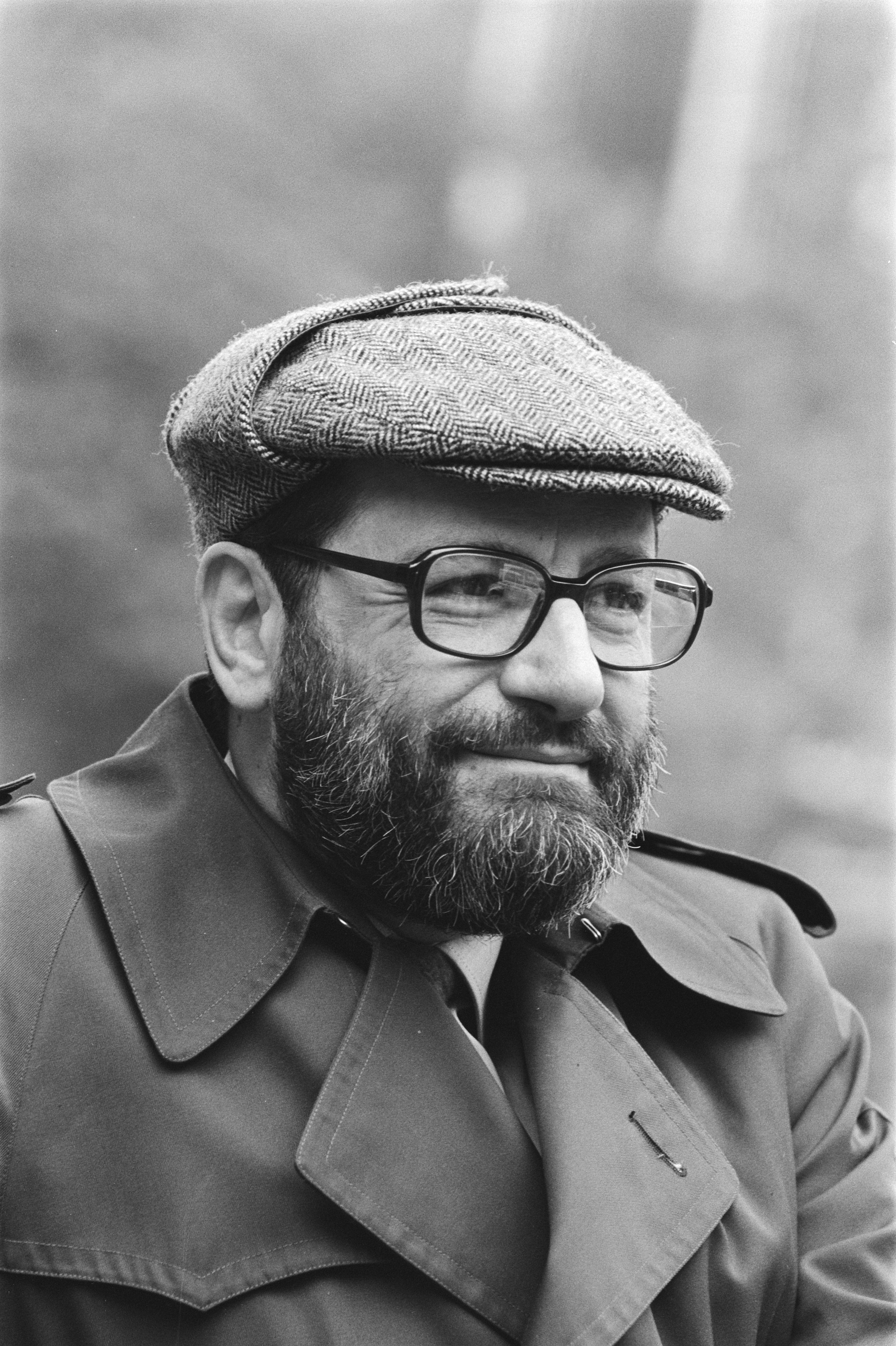
Den italienske författaren Umberto Eco avled 19 februari, 84 år gammal.

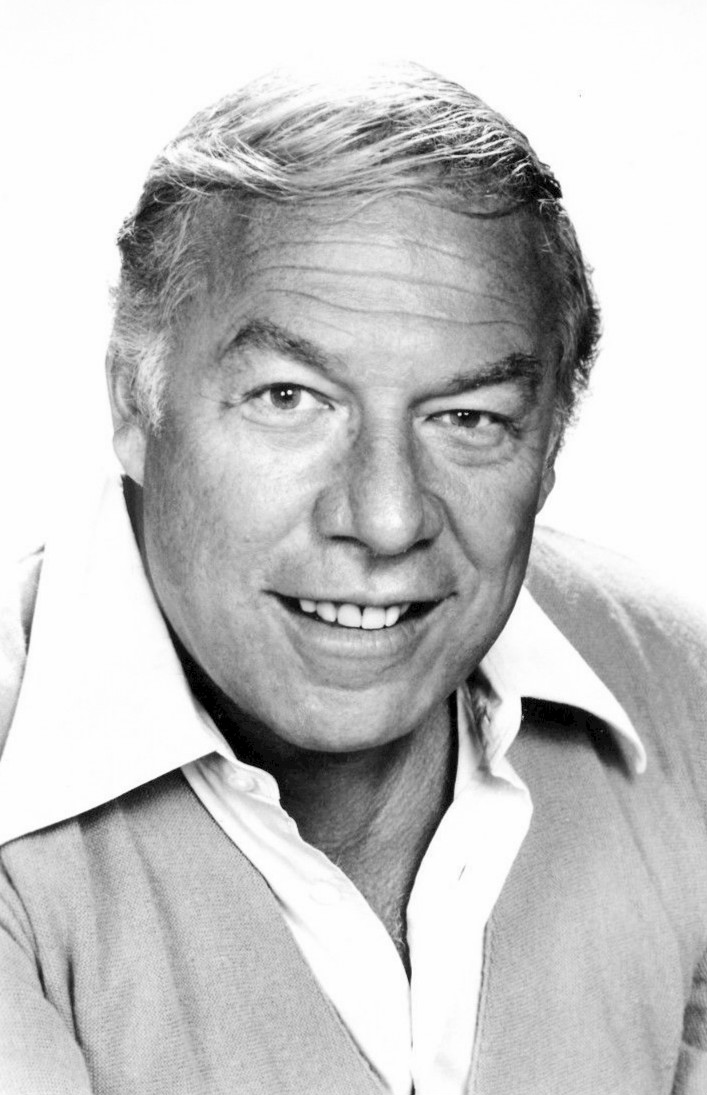
Den amerikanske skådespelaren George Kennedy avled 28 februari, 91 år gammal.

- 1 februari – Inga-Lill Nilsson, 73, svensk sångare.[86]
- 1 februari – Óscar Humberto Mejía Victores, 85, guatemalansk politiker, president 1983–1986.[87]
- 2 februari – Ulf Göransson, 69, svensk socialdemokratisk politiker och ämbetsman.[88]
- 2 februari – Arne Höglund, 84, svensk pastor och låtskrivare.[89]
- 3 februari – Joe Alaskey, 63, amerikansk röstskådespelare.[90]
- 3 februari – Balram Jakhar, 92, indisk politiker, talman i Lok Sabha 1980–1989 och guvernör i Madhya Pradesh 2004–2009.[91]
- 3 februari – Björn Wahlström, 90, svensk företagsledare.[92]
- 3 februari – Maurice White, 74, amerikansk musiker, låtskrivare och producent, grundare av och frontfigur i Earth, Wind & Fire.[93]
- 4 februari – Tore Ahnoff, 98, svensk konstnär.[94]
- 4 februari – Marlow Cook, 89, amerikansk republikansk politiker, senator (Kentucky) 1968–1974.[95]
- 4 februari – Dave Mirra, 41, amerikansk BMX- och rallycrossförare.[96]
- 4 februari – Edgar Mitchell, 85, amerikansk astronaut, sjätte personen att gå på månen.[97]
- 4 februari – Ulf Söderblom, 85, finländsk dirigent och musikprofessor.[98]
- 4 februari – Edgar Whitcomb, 98, amerikansk republikansk politiker, guvernör i Indiana 1969–1973.[99]
- 4 februari – Bertil R. Widerberg, 89, svensk författare och förläggare, grundade tidskriften Jury.[100]
- 5 februari – Bodil Malmsten, 71, svensk författare.[101]
- 6 februari – Nils-Bertil Philipson, 93, svensk entreprenör i vinhandelsbranschen.[102]
- 6 februari – Eddy Wally, 83, belgisk sångare och artist.[103]
- Exakt datum saknas – Anisa Makhlouf, 86, Syriens första dam 1971–2000, mor till nuvarande president Bashar al-Assad.[104]
- 8 februari – John Disley, 87, brittisk friidrottare.[105]
- 8 februari – Margaret Forster, 77, brittisk författare.[106]
- 8 februari – Åke Grützelius, 55, svensk konstnär.[107]
- 8 februari – Lars Lindberg, 85, svensk teolog och pastor i Equmeniakyrkan.[108]
- 9 februari – Sushil Koirala, 76, nepalesisk politiker, premiärminister 2014–2015.[109]
- 9 februari – Sibghatullah Mojaddedi, 89–90, afghansk muslimsk skriftlärd och politiker, president 1992.[110]
- 9 februari – Zdravko Tolimir, 67, bosnienserbisk krigsförbrytare.[111]
- 11 februari – Kevin Randleman, 44, amerikansk kampsportare (MMA).[112]
- 11 februari – Brita Stendahl, 91, svensk skribent, översättare och litteraturforskare.[113]
- 12 februari – Kenny Easterday, 42, amerikan känd som "The Man with Half a Body".[114]
- 12 februari – Bergljot Hobæk Haff, 90, norsk författare.[115]
- 12 februari – Sossen Krohg, 92, norsk skådespelare.[116]
- 13 februari – Jack Dakin, brittisk trummis (Viola Beach).[117]
- 13 februari – Trifon Ivanov, 50, bulgarisk professionell fotbollsspelare.[118]
- 13 februari – Kris Leonard, brittisk sångare och gitarrist (Viola Beach).[117]
- 13 februari – Tomas Lowe, brittisk basist (Viola Beach).[117]
- 13 februari – Tomas Löfström, 67, svensk reseskildrare, författare och kulturjournalist.[119]
- 13 februari – River Reeves, brittisk gitarrist (Viola Beach).[117]
- 13 februari – Antonin Scalia, 79, amerikansk jurist och domare i Högsta domstolen.[120]
- 14 februari – Ingegerd Fries, 94, svensk lärare, författare, präst och översättare.[121]
- 14 februari – Gunhild Kyle, 94, svensk historiker och professor emeritus.[122]
- 14 februari – Wiesław Rudkowski, 69, polsk boxare.[123]
- Exakt datum saknas – Sohrab Rahimi, 53, svensk författare och översättare.[124]
- 15 februari – George Gaynes, 98, amerikansk skådespelare (Polisskolan, etc).[125]
- 16 februari – Elizabeth Nyström, 73, svensk moderat politiker och riksdagsledamot.[126][127]
- 16 februari – Boutros Boutros-Ghali, 93, egyptisk diplomat och politiker, FN:s generalsekreterare 1992–1996.[128]
- 17 februari – Andrzej Żuławski, 75, polsk filmregissör och författare.[129]
- 19 februari – Umberto Eco, 84, italiensk författare.[130]
- 19 februari – Freddie Goodwin, 82, brittisk fotbollsspelare och manager.[131]
- 19 februari – Harper Lee, 89, amerikansk författare.[132][133][134]
- 19 februari – Samuel Willenberg, 93, polsk skulptör, målare och förintelseöverlevare.[135]
- 22 februari – Ola Backman, 87, svensk militär.[136]
- 22 februari – Douglas Slocombe, 103, brittisk filmfotograf, Oscars-nominerad tre gånger.[137]
- 23 februari – Donald E. Williams, 74, amerikansk astronaut.[138]
- 24 februari – Peter Kenilorea, 72, salomonsk politiker, premiärminister 1978–1981 och 1984–1986.[139]
- 25 februari – Tony Burton, 78, amerikansk skådespelare (Rocky).[140]
- 25 februari – Gillis Lundgren, 86, svensk formgivare.[141]
- 26 februari – Andy Bathgate, 83, kanadensisk professionell ishockeyspelare.[142]
- 26 februari – Karl Dedecius, 94, tysk översättare.[143]
- 26 februari – Britt Marie Wirgård, 73, svensk konstnär.[144]
- 27 februari – Anna-Leena Siikala, 73, finländsk folklorist.[145]
- 28 februari – Frank Kelly, 77, irländsk skådespelare (Jösses, etc).[146]
- 28 februari – George Kennedy, 91, amerikansk skådespelare.[147]
- 29 februari – Hannes Löhr, 73, tysk fotbollsspelare och tränare.[148]
- 29 februari – Josefin Nilsson, 46, svensk sångare och skådespelare, medlem i Ainbusk.[149]
- 29 februari – Louise Rennison, 64, brittisk författare av barn- och ungdomslitteratur.[150]

## Mars

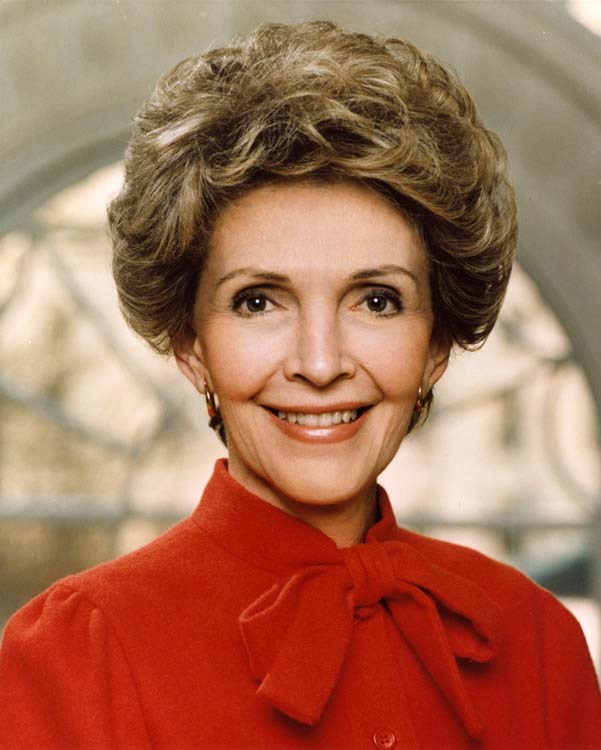
Den amerikanska skådespelaren och USA:s första dam Nancy Reagan avled 6 mars, 94 år gammal.

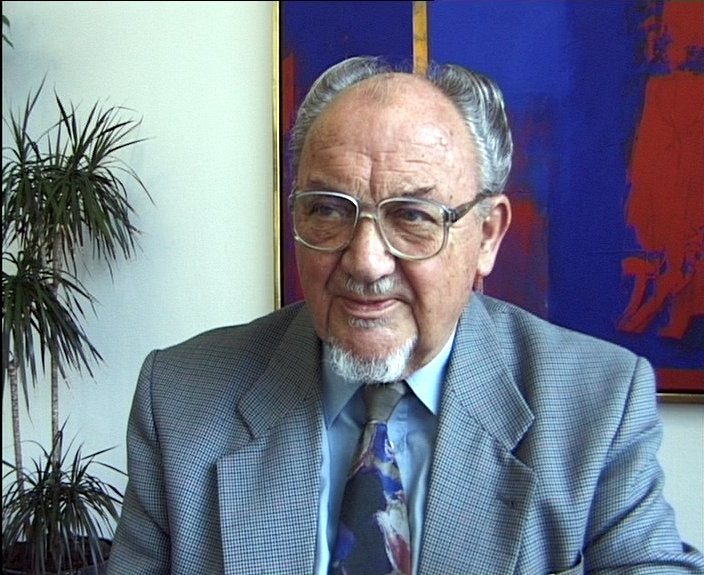
Den danske statsministern Anker Jørgensen avled 20 mars, 93 år gammal.

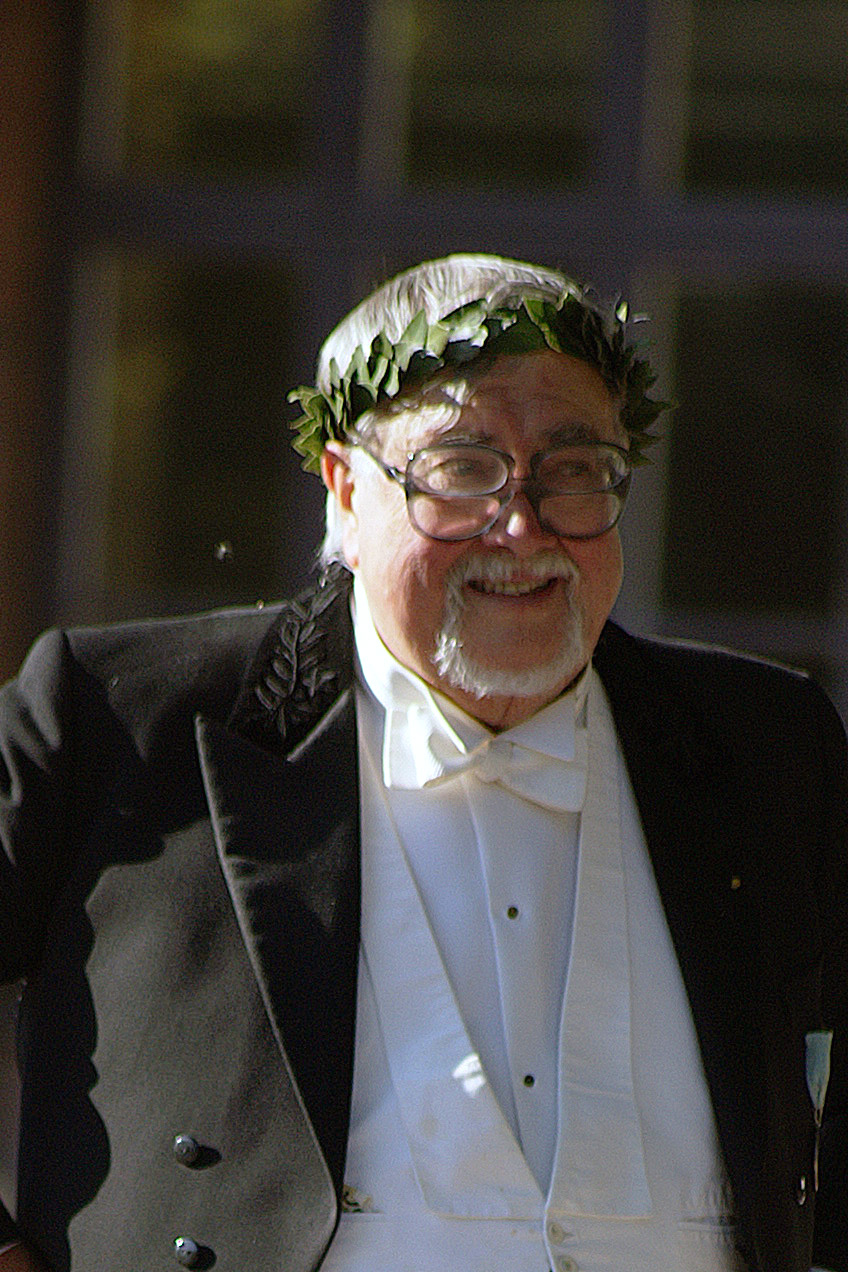
Den svenske folkloristen och docenten Jan-Öjvind Swahn avled 21 mars, 90 år gammal.

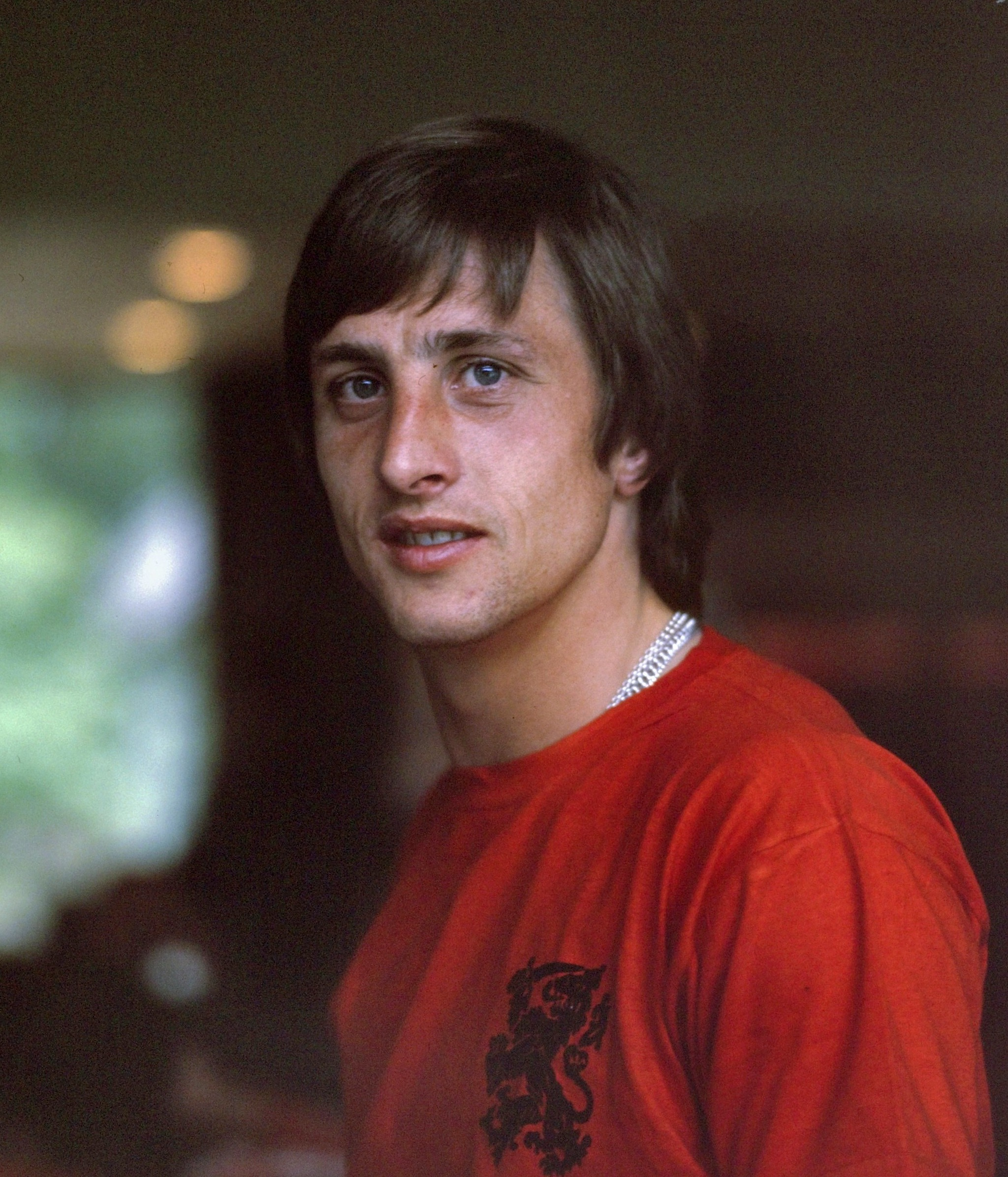
Den nederländske fotbollsspelaren och tränaren Johan Cruijff avled 24 mars, 68 år gammal.

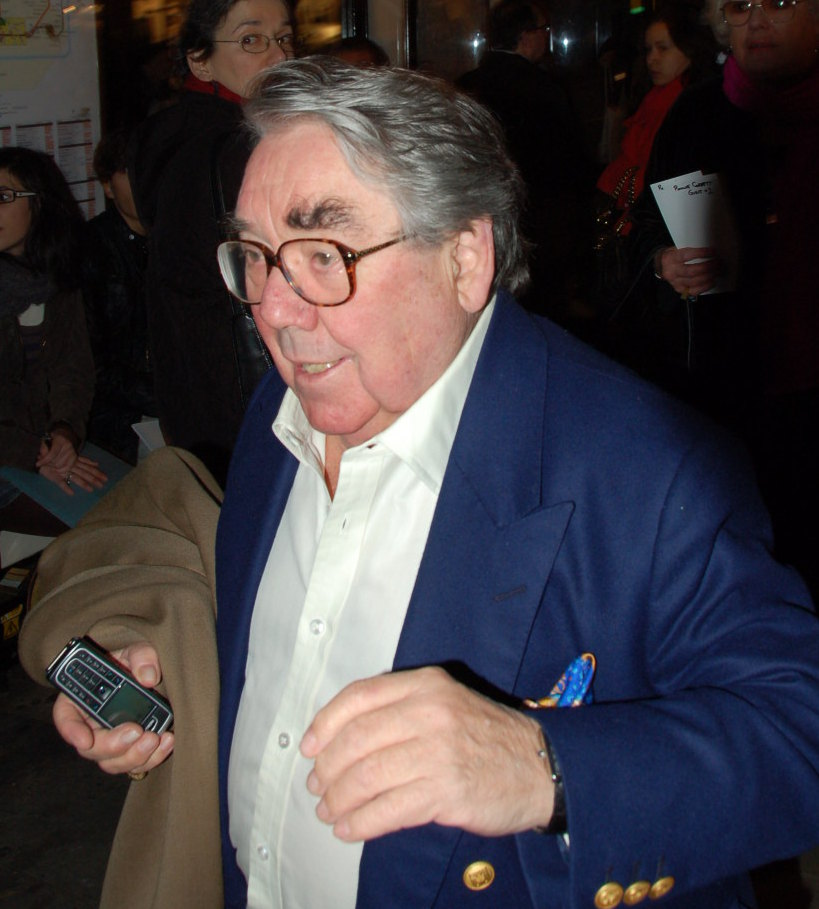
Den brittiske komikern och skådespelaren Ronnie Corbett avled 31 mars, 85 år gammal.

- 2 mars – Johann Georg av Hohenzollern-Sigmaringen, 83, tysk prins och make till prinsessan Birgitta.[151]
- 2 mars – Matti Markkanen, 78, finländsk bankrånare.[152]
- 3 mars – Per Beskow, 89, svensk religions- och kyrkohistoriker.[153]
- 3 mars – Sarah Tait, 33, australisk roddare.[154]
- 4 mars – Bud Collins, 86, amerikansk journalist och tennisspelare.[155]
- 4 mars – Pat Conroy, 70, amerikansk författare (Tidvattnets furste, etc).[156]
- 4 mars – Vladimir Jumin, 64, rysk (sovjetisk) brottare.[157]
- 4 mars – P.A. Sangma, 68, indisk politiker och talman i Lok Sabha.[158]
- 4 mars – Berit Tancred, 78, svensk skådespelare.[159]
- 5 mars – Sture Eskilsson, 85, svensk företagsledare och politisk strateg.[160]
- 5 mars – Nikolaus Harnoncourt, 86, österrikisk dirigent och cellist.[161]
- 5 mars – Ray Tomlinson, 74, amerikansk programmerare, uppfann tekniken för e-post.[162]
- 5 mars – Hassan al-Turabi, 84, sudanesisk oppositionspolitiker och islamistledare.[163]
- 6 mars – Nancy Reagan, 94, amerikansk skådespelare och tidigare presidenthustru.[164]
- 6 mars – Lars Brunnberg, 87, svensk militär.[165]
- 7 mars – Olle Bonniér, 91, svensk målare, grafiker och skulptör.[166]
- 8 mars – Richard Davalos, 85, amerikansk skådespelare.[167]
- 8 mars – George Martin, 90, brittisk musikproducent, arrangör och kompositör (Beatles).[168][169]
- 9 mars – Clyde Lovellette, 86, amerikansk basketspelare.[170]
- 9 mars – Naná Vasconcelos, 71, brasiliansk slagverkare, kompositör och sångare inom latin jazz.[171]
- 10 mars – Ken Adam, 95, brittisk filmscenograf.[172]
- 10 mars – Anita Brookner, 87, brittisk författare.[173]
- 10 mars – Keith Emerson, 71, brittisk rockmusiker och keyboardist.[174]
- 10 mars – Jon English, 66, australisk sångare, musiker och skådespelare (Mot alla vindar).[175]
- 10 mars – Bill Gadsby, 88, kanadensisk professionell ishockeyspelare.[176]
- 10 mars – Majken Sörman-Olsson, 75, svensk konstnär, journalist och författare.[177][178]
- 11 mars – Iolanda Balaș, 79, rumänsk höjdhoppare.[179]
- 12 mars – Lloyd Shapley, 92, amerikansk nationalekonom och matematiker, mottagare av Sveriges Riksbanks pris i ekonomisk vetenskap till Alfred Nobels minne 2012.[180]
- 13 mars – Ken Broderick, 74, kanadensisk ishockeyspelare.[181]
- 13 mars – Darryl Hunt, 50, amerikansk oskyldigt dömd man och aktivist för juridiska reformer.[182]
- 13 mars – Hilary Putnam, 89, amerikansk filosof, matematiker och dataforskare.[183]
- 13 mars – Martin Olav Sabo, 78, amerikansk demokratisk politiker, representanthusledamot 1979–2007.[184]
- 14 mars – Peter Maxwell Davies, 81, brittisk kompositör och dirigent.[185]
- 14 mars – Yrjö Edelmann, 74, svensk konstnär.[186][187]
- 14 mars – Lena Sandgren, 74, svensk diskuskastare.[188]
- 14 mars – Roland Wallstén, 73,

svensk bildkonstnär.
- 15 mars – Asa Briggs, 94, brittisk historiker.[190]
- 16 mars – Frank Sinatra, Jr., 72, amerikansk sångare.[191]
- 17 mars – Dorte Bennedsen, 77, dansk präst, socialdemokratisk politiker, kyrkominister 1971–1973 och undervisningsminister 1979–1982.[192]
- 17 mars – Paul Daniels, 77, brittisk illusionist.[193]
- 17 mars – Larry Drake, 66, amerikansk skådespelare.[194]
- 17 mars – Léonie Geisendorf, 101, polskfödd svensk arkitekt.[195]
- 17 mars – Steve Young, 73, amerikansk countrysångare, gitarrist och låtskrivare.[196]
- 18 mars – Ned Miller, 90, amerikansk sångare.[197]
- 18 mars – Jan Němec, 79, tjeckisk filmregissör.[198]
- 18 mars – Joe Santos, 84, amerikansk skådespelare (Rockford tar över 1974–1980, Den siste scouten 1991, etc).[199]
- 18 mars – Lothar Späth, 78, tysk politiker (CDU), ministerpresident i Baden-Württemberg 1978–1991.[200]
- 18 mars – John Urry, 69, brittisk sociolog.[201]
- 18 mars – Guido Westerwelle, 54, tysk politiker, utrikesminister 2009–2013.[202]
- 19 mars – Olle Blomqvist, 87, svensk entreprenör, grundare av Ellos.[203]
- 19 mars – Martha Ehlin, 38, svensk lärare och grundare av organisationen MOD (Mer organdonation).[204]
- 20 mars – Anker Jørgensen, 93, dansk statsminister 1972–1973 och 1975–1982.[205]
- 20 mars – Ritva Toivola, 74, finländsk barnboksförfattare.[206]
- 20 mars – Håkan Törnebohm, 96, svensk filosof.[207]
- 21 mars – Bengt "Big Bengt" Erlandsson, 93, svensk entreprenör, grundare av High Chaparral.[208]
- 21 mars – Jan-Öjvind Swahn, 90, svensk folklorist och docent i etnologi.[209]
- 22 mars – Rob Ford, 46, kanadensisk politiker, Torontos borgmästare 2010–2014.[210]
- 22 mars – Ole Vig Jensen, 79, dansk vänsterpolitiker och statsråd.[211]
- 22 mars – Phife Dawg, 45, amerikansk rappare (A Tribe Called Quest).[212][213]
- 24 mars – Roger Cicero, 45, tysk jazzmusiker.[214]
- 24 mars – Johan Cruijff, 68, nederländsk professionell fotbollsspelare och tränare.[215]
- 24 mars – Garry Shandling, 66, amerikansk komiker och skådespelare.[216]
- 25 mars – Lester Thurow, 77, amerikansk nationalekonom.[217]
- 26 mars – Rainer Ellilä, 66, sverigefinsk poet, trubadur och översättare.[218]
- 27 mars – Moder Angelica, 92, amerikansk katolsk nunna, grundare av Eternal Word Television Network.[219]
- 29 mars – Patty Duke, 69, amerikansk skådespelare.[220]
- 31 mars – Ronnie Corbett, 85, brittisk komiker och skådespelare.[221]
- 31 mars – Georges Cottier, 93, schweizisk kardinal i katolska kyrkan.[222]
- 31 mars – Hans-Dietrich Genscher, 89, tysk politiker, utrikesminister 1974–1992.[223]
- 31 mars – Zaha Hadid, 65, irakisk-brittisk arkitekt.[224]
- 31 mars – Imre Kertész, 86, ungersk författare, nobelpristagare i litteratur 2002.[225]
- 31 mars – Bertil Roos, 72, svensk racerförare och tränare.[226]
- 31 mars – Jan-Carl von Rosen, 87, svensk greve, jurist och företagsledare.[227]
- 31 mars – Douglas Wilmer, 96, brittisk skådespelare.[228]

## April

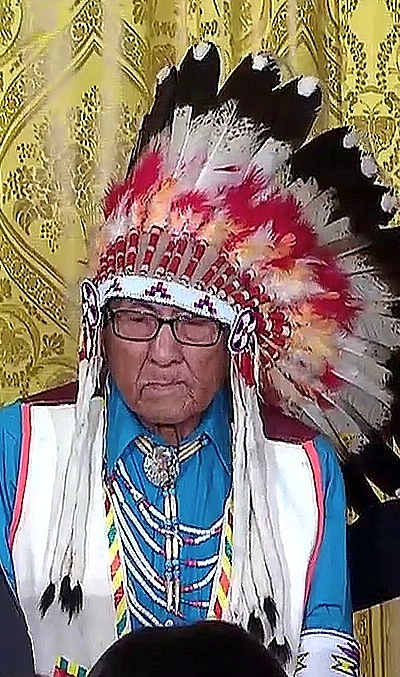
Den amerikanske historikern och författaren Joe Medicine Crow avled 3 april, 102 år gammal.

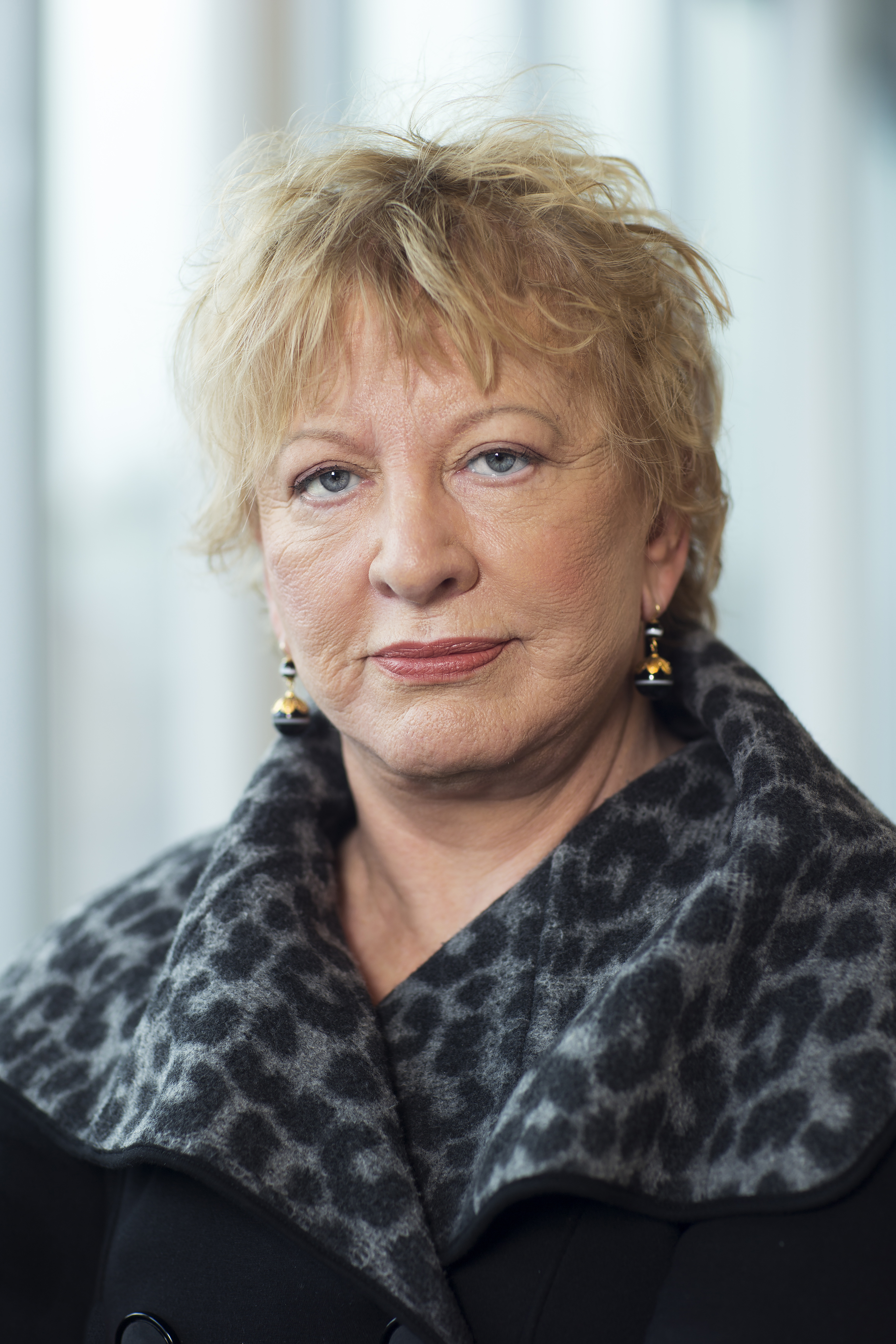
Den svenska journalisten och näringslivsprofilen Jeanette Bonnier avled 16 april, 82 år gammal.

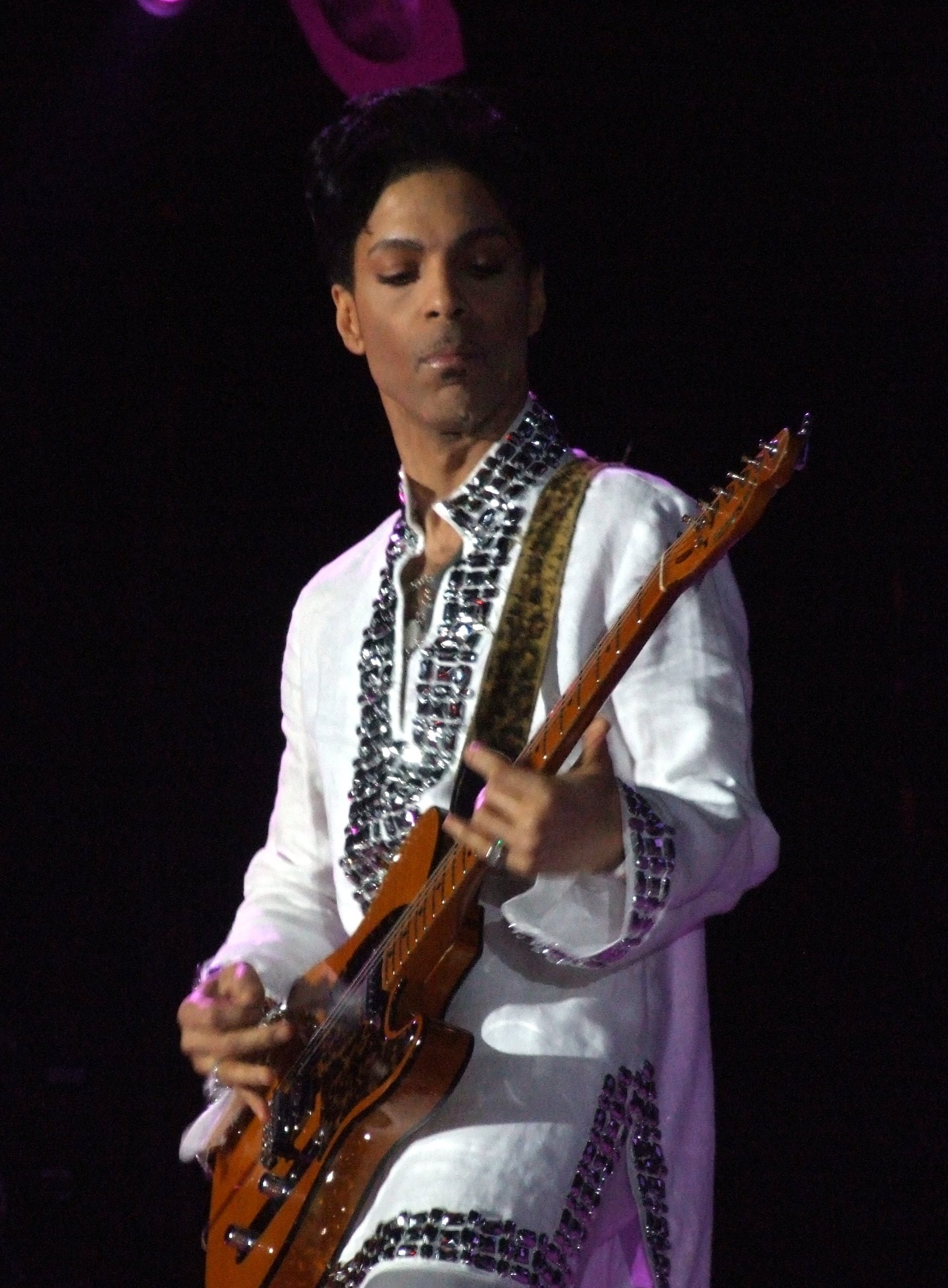
Den amerikanske artisten Prince avled 21 april, 57 år gammal.

- 1 april – Bertil Johansson, 89, svensk militär.[136]
- 1 april – Carl Nordling, 85, svensk fysiker.[229]
- 1 april – Karl Robert Ameln, 96, svensk seglare.[230]
- 3 april – Joe Medicine Crow, 102, amerikansk historiker, författare och lektor.[231]
- 3 april – Lars Gustafsson, 79, svensk författare, poet och akademiker.[232]
- 3 april – Mats Holmberg, 72, svensk journalist.[233]
- 3 april – Cesare Maldini, 84, italiensk fotbollsspelare och tränare.[234]
- 3 april – Lola Novaković, 80, serbisk sångare och skådespelare.[235]
- 3 april – Amber Rayne, 31, amerikansk porrfilmsskådespelare.[236]
- 4 april – Erik Bergsten, 92, svensk journalist, TV-producent och programledare.[237]
- 6 april – Merle Haggard, 79, amerikansk countryartist och låtskrivare.[238]
- 7 april – Carlo Monti, 96, italiensk friidrottare.[239]
- Exakt datum saknas – Dennis Davis, 64, amerikansk trummis.[240]
- 11 april – Carl-Gustaf Ståhl, 95, svensk militär.[136]
- 11 april – Emile Ford, 78, brittisk sångare.[241]
- 11 april – Ed Snider, 83, amerikansk företagsledare, ägare av Comcast Spectacor, grundare av Philadelphia Flyers.[242]
- 12 april – David Gest, 62, amerikansk underhållare och producent.[243]
- 12 april – Anne Jackson, 90, amerikansk skådespelare, änka efter Eli Wallach.[244]
- 12 april – Balls Mahoney, 44, amerikansk fribrottare.[245]
- 12 april – Göran Palm, 85, svensk författare.[246]
- 12 april – Arnold Wesker, 83, brittisk dramatiker och författare.[247]
- 14 april – Malick Sidibé, 80, malisk fotograf.[248]
- 15 april – Lars-Inge Svartenbrandt, 70, svensk brottsling.[249]
- 16 april – Jeanette Bonnier, 82, svensk journalist och en av ägarna till Bonnierkoncernen.[250]
- 16 april – Robert Lugn, 93, svensk generalmajor.[251]
- 17 april – Doris Roberts, 90, amerikansk skådespelare.[252]
- 17 april – Picko Troberg, 78, svensk racerförare.[253][254]
- 18 april – Lars Björkman, 85, svensk filmproducent, dramatiker och manusförfattare.[255]
- 18 april – Lasse Flinckman, 66, svensk dragshowartist.[256]
- 18 april – Eva Henning, 95, svensk skådespelare.[257]
- 18 april – Fritz Herkenrath, 87, tysk fotbollsmålvakt.[258]
- 19 april – Patricio Aylwin, 97, chilensk politiker, president 1990–1994.[259]
- 19 april – Estelle Balet, 21, schweizisk snowboardåkare.[260]
- 19 april – Ronit Elkabetz, 51, israelisk skådespelare och filmregissör.[261]
- 19 april – Walter Kohn, 93, amerikansk fysiker, Nobelpristagare i kemi år 1998.[262]
- 20 april – Chyna, 46, amerikansk fribrottare och underhållare.[263]
- 20 april – Guy Hamilton, 93, brittisk filmregissör.[264]
- 20 april – Patrick Meurling, 85, svensk zoolog och författare.[265]
- 20 april – Qi Benyu, 84, kinesisk kommunistisk politiker.[266]
- 20 april – Victoria Wood, 62, brittisk komiker.[267]
- 21 april – Lonnie Mack, 74, amerikansk rock- och bluesgitarrist.[268]
- 21 april – Prince, 57, amerikansk artist.[269]
- 22 april — Isabelle Dinoire, 49, fransk kvinna, som var den första personen att få en ansiktstransplantation.
- 23 april – Gunnar Hillerdal, 91, svensk docent och författare.[270]
- 23 april – Banharn Silpa-archa, 83, thailändsk politiker, premiärminister 1995–1996.[271]
- 24 april – Billy Paul, 81, amerikansk soul- och R&B-sångare.[272]
- 24 april – Papa Wemba, 66, kongolesisk soukousmusiker och sångare.[273]
- 25 april – Wolfgang Rohde, 66, tysk trummis.[274]
- 26 april – Harry Wu, 79, kinesisk människorättsaktivist.[275]
- 27 april – Osmo Ikola, 98, finländsk språkvetare.[276]
- 28 april – Conrad Burns, 81, amerikansk republikansk politiker, senator från Montana 1989–2007.[277]
- 28 april – Jenny Diski, 68, brittisk författare.[278]
- 28 april – Fredrik Grønningsæter, 92, norsk biskop.[279]
- 29 april – Kaj Möllefors, 68, svensk läkare och ämbetsman.[280]
- 30 april – Daniel Berrigan, 94, amerikansk poet, fredsaktivist och romersk-katolsk präst.[281]
- 30 april – Harold Kroto, 76, brittisk kemist, nobelpristagare i kemi 1996.[282]

## Maj

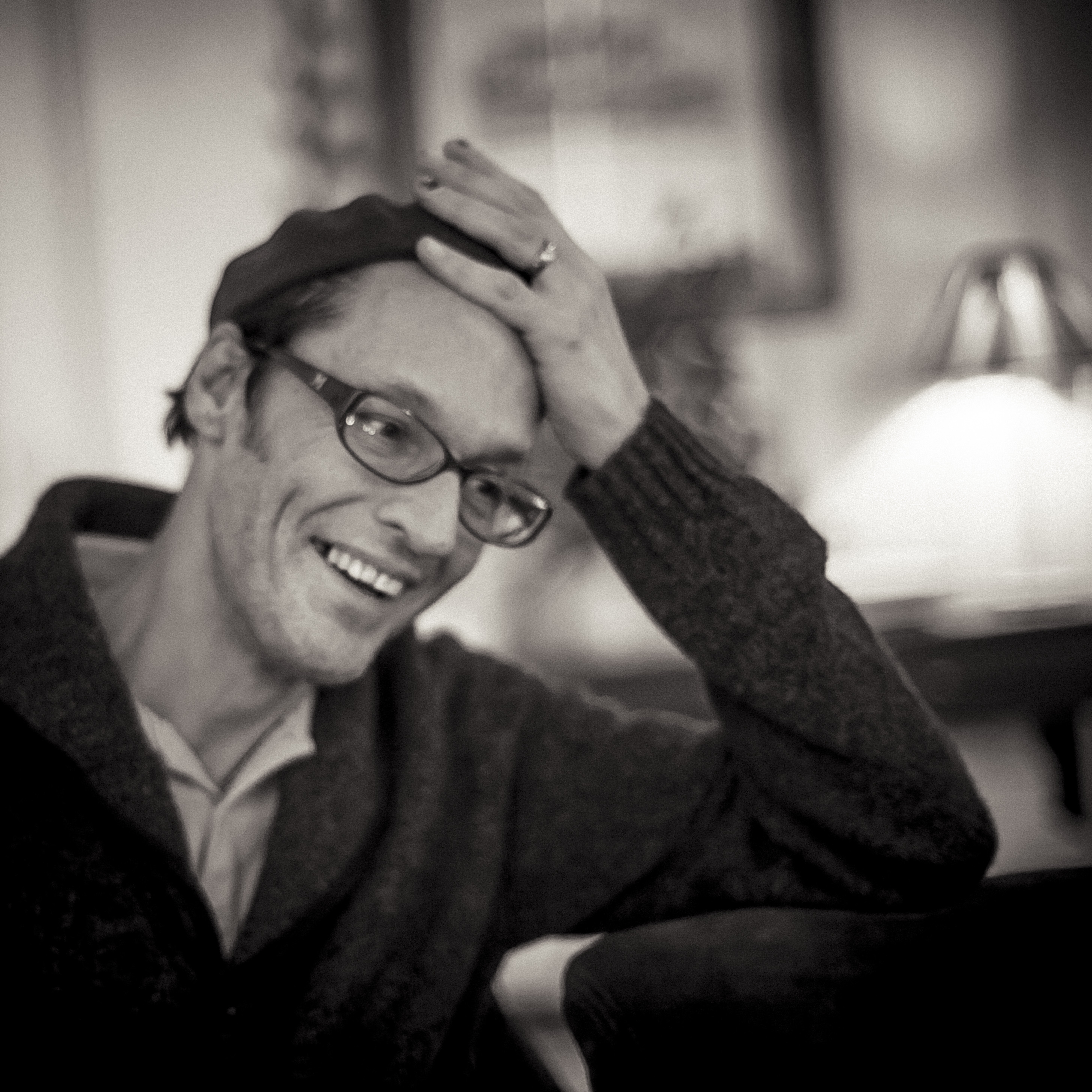
Den svenske artisten Olle Ljungström avled 4 maj, 54 år gammal.

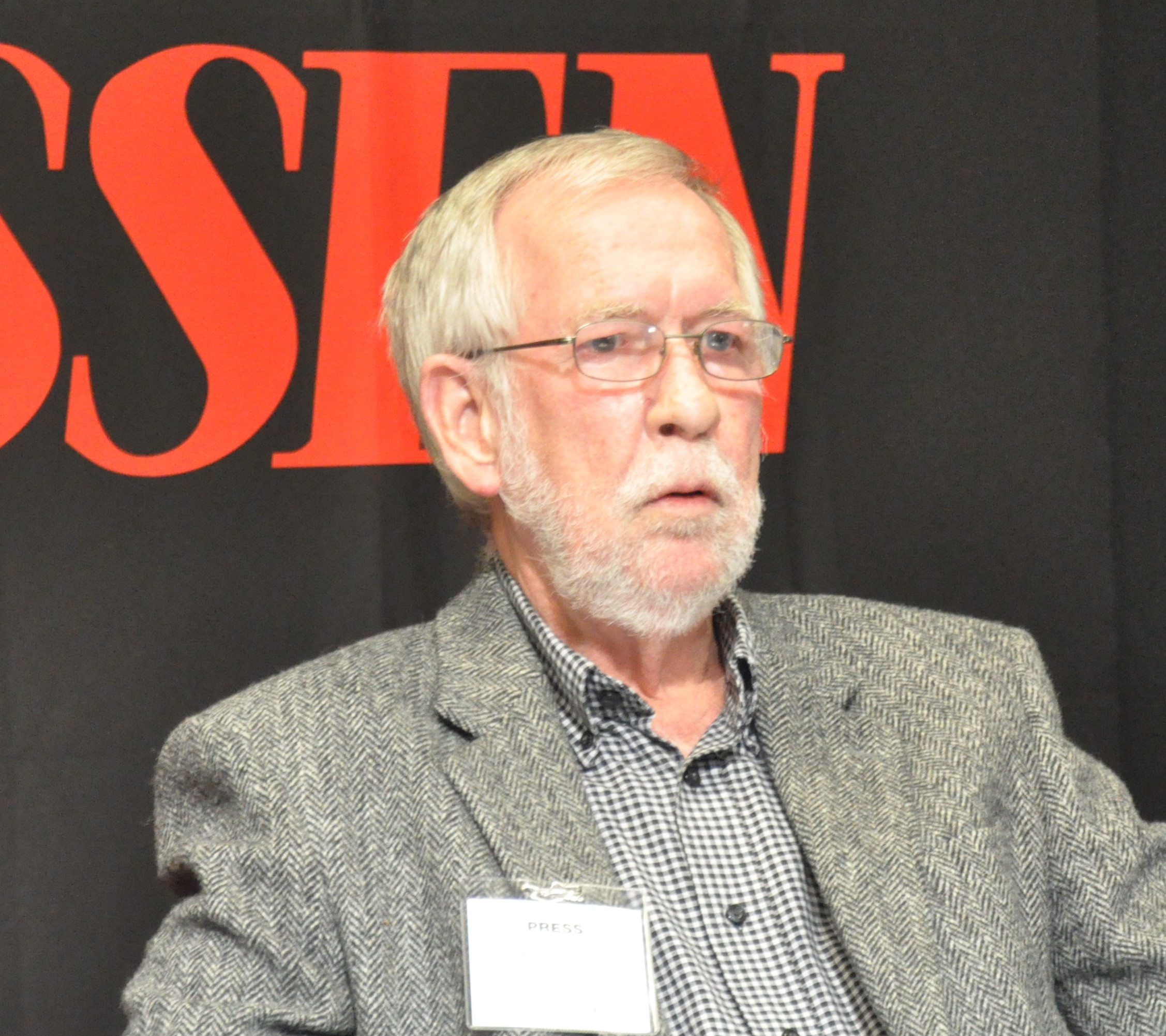
Den svenske kulturjournalisten och litteraturvetaren Nils Schwartz avled 13 maj, 72 år gammal.

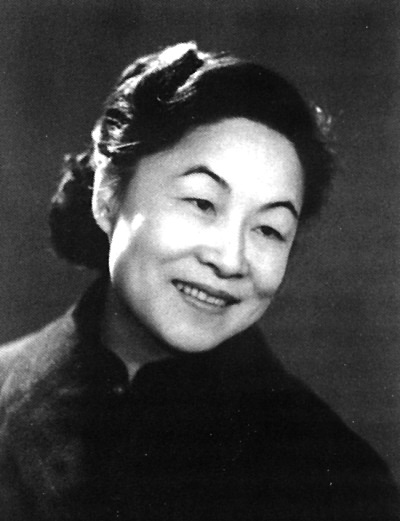
Den kinesiska författaren Yang Jiang avled 25 maj, 104 år gammal.

- 1 maj – Sydney Onayemi, 78, nigeriansk-svensk diskjockey och träningscoach.[283]
- 2 maj – Walter Paul Dürst, 89, schweizisk ishockeyspelare.[284]
- 3 maj – Carl Fredrik Reuterswärd, 81, svensk konstnär.[285][286]
- 3 maj – Jadranka Stojaković, 65, bosnisk sångare, gitarrist och låtskrivare.[287]
- 4 maj – Jean-Baptiste Bagaza, 69, burundisk politiker (tutsier), president 1976–1987.[288][289]
- 4 maj – Robert Bennett, 82, amerikansk republikansk politiker.[290]
- 4 maj – Charlotte Bonnier, 83, svensk miljardär, delägare i Bonnierkoncernen.[291]
- 4 maj – Olle Ljungström, 54, svensk sångare och låtskrivare.[292]
- 4 maj – Kåre Sigurdson, 85, svensk skådespelare.[293]
- 5 maj – Helena Reuterblad, 80, svensk skådespelare.[294]
- 5 maj – Maurice "Siné" Sinet, 87, fransk serietecknare och illustratör.[295]
- 6 maj – Sören Brunes, 77, svensk scenograf.[296]
- 6 maj – Patrick Ekeng, 26, kamerunsk fotbollsspelare.[297]
- 6 maj – David Hall, 85, amerikansk demokratisk politiker, guvernör i Oklahoma 1971–1975.[298]
- 6 maj – Margot Honecker, 89, östtysk politiker, utbildningsminister i DDR 1963–1989.[299]
- 7 maj – Bernardo Ribeiro, 26, brasiliansk fotbollsspelare.[300]
- 8 maj – Philippe Beaussant, 86, fransk musikvetare och författare.[301]
- 8 maj – Ulf Gran, 87, svensk teaterregissör, teaterchef och författare.[302]
- 8 maj – William Schallert, 93, amerikansk skådespelare.[303]
- 9 maj – Tage Severin, 85, svensk skådespelare och sångare. [304]
- 9 maj – Riki Sorsa, 63, finlandssvensk popsångare.[305]
- 10 maj – Ilkka Hanski, 63, finsk zoolog och ekolog.[306]
- 10 maj – Bo Johansson, 72, svensk musikpedagog, musikdirektör och körledare.[307][308]
- 10 maj – Thomas Luckmann, 88, tysk sociolog.[309]
- 12 maj – Ulf Grenander, 92, svensk statistiker och matematiker.[310]
- 12 maj – Susannah Mushatt Jones, 116, amerikansk kvinna, världens äldsta person.[311]
- 12 maj – Del Latta, 96, amerikansk republikansk politiker, representanthusledamot 1959–1989.[312]
- 12 maj – Tapio Mäkelä, 89, finländsk längdskidåkare.[313]
- 13 maj – Nils Schwartz, 72, svensk kulturjournalist och litteraturvetare.[314]
- 13 maj – Fredrik Norén, 75, svensk jazztrummis.[315][316]
- 14 maj – Lasse Mårtenson, 81, finländsk kompositör och sångare.[317]
- 14 maj – Bosse Möllberg, 68, svensk dansbandssångare (Streaplers).[318]
- 16 maj – Ulla Andréasson, 89, svensk skådespelare.[319]
- 16 maj – Bobby Freeman, 82, amerikansk demokratisk politiker.[320]
- 16 maj – Woldemeskel Kostre, 69, etiopisk friidrottstränare.[321]
- 17 maj – Guy Clark, 74, amerikansk sångare, låtskrivare och musiker.[322]
- 19 maj – Alexandre Astruc, 92, fransk filmskapare, filmkritiker och författare.[323]
- 19 maj – Marco Pannella, 86, italiensk politiker, partiledare för Partito Radicale.[324]
- 19 maj – Morley Safer, 84, kanadensisk-amerikansk journalist och korrespondent.[325]
- 19 maj – Alan Young, 96, brittisk-kanadensisk-amerikansk skådespelare och komiker.[326]
- 20 maj – Kang Sok-ju, 76, nordkoreansk politiker.[327]
- 20 maj – Håkan Sandblad, 73, svensk radioman.[328][329]
- 21 maj – Eddie Keizan, 71, sydafrikansk racerförare.[330]
- 21 maj – Akhtar Mansour, 48–53, afghansk islamist och högste ledare för talibanerna sedan 2015.[331]
- 21 maj – Nick Menza, 51, amerikansk hårdrockstrummis (Megadeth).[332]
- 21 maj – Sándor Tarics, 102, ungersk vattenpolospelare.[333]
- 23 maj – Lena Dahlman, 77, svensk skådespelare.[334]
- 23 maj – Vera Henriksen, 89, norsk författare.[335]
- 24 maj – Burt Kwouk, 85, brittisk skådespelare (Rosa pantern-filmerna, etc).[336]
- 24 maj – Mell Lazarus, 89, amerikansk serietecknare.[337]
- 25 maj – Yang Jiang, 104, kinesisk författare, dramatiker och översättare.[338]
- 26 maj – Loris Francesco Capovilla, 100, italiensk kardinal.[339]
- 27 maj – Raine Navin, 81, svensk textilkonstnär.[340]
- 28 maj – David Cañada, 41, spansk tävlingscyklist.[341]
- 29 maj – Kenne Fant, 93, svensk skådespelare, regissör och författare.[342]
- 30 maj – Tom Lysiak, 63, kanadensisk ishockeyspelare.[343]
- 30 maj – Rick MacLeish, 66, kanadensisk ishockeyspelare.[344]
- 31 maj – Mohamed Abdelaziz, 68, västsaharisk politiker och självständighetsledare, SADR:s president.[345]
- 31 maj – Jan Crouch, 78, amerikansk kristen tv-personlighet, medgrundare av Trinity Broadcasting Network.[346]
- 31 maj – Maj Axelsson Hagman, 88, svensk-amerikansk modeskapare, änka efter Larry Hagman.[347]
- 31 maj – Antonio Imbert Barrera, 95, dominikansk politiker, president maj-augusti 1965.[348]

## Juni

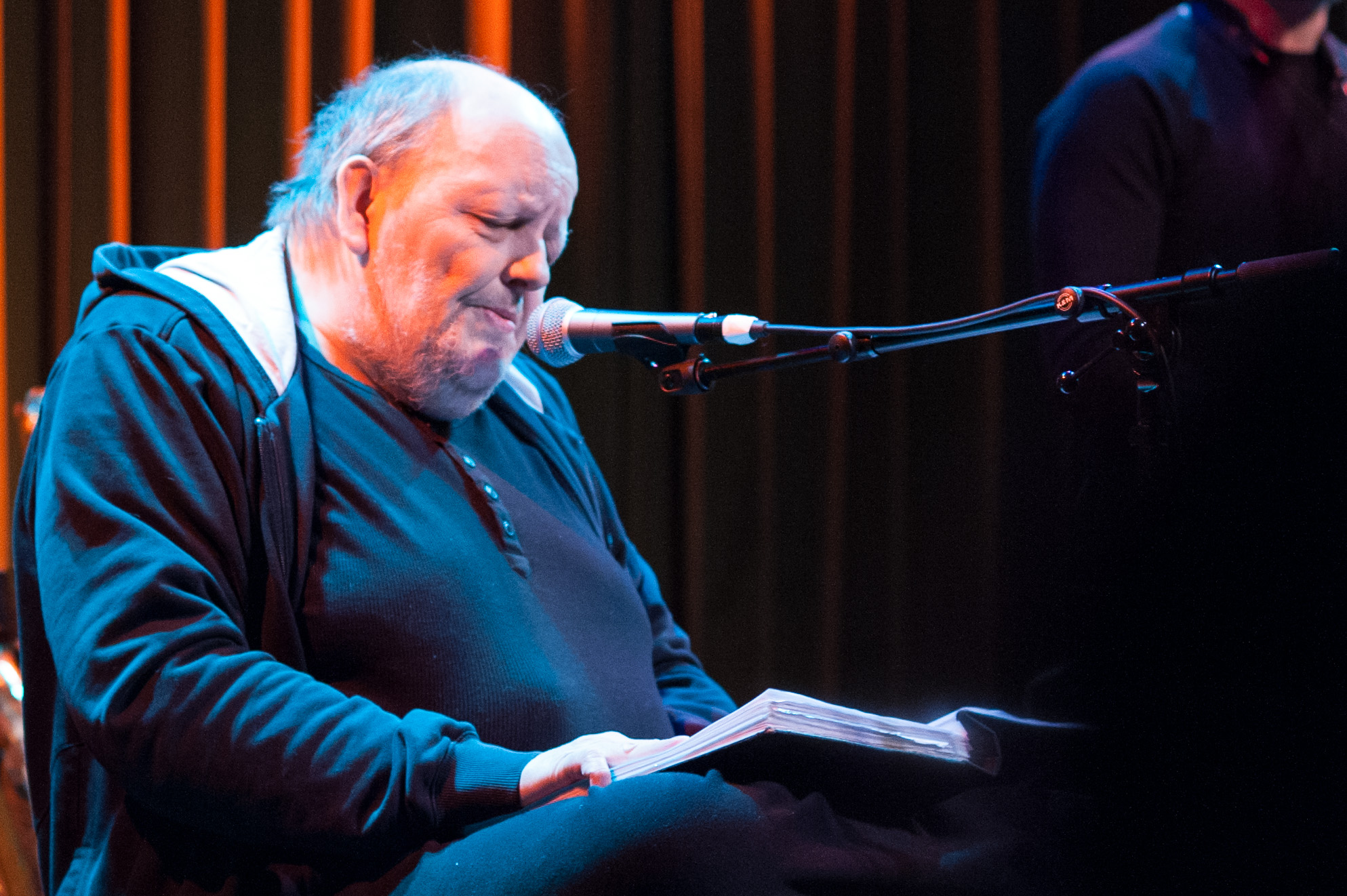
Den svenske sångaren Freddie Wadling avled 2 juni, 64 år gammal.

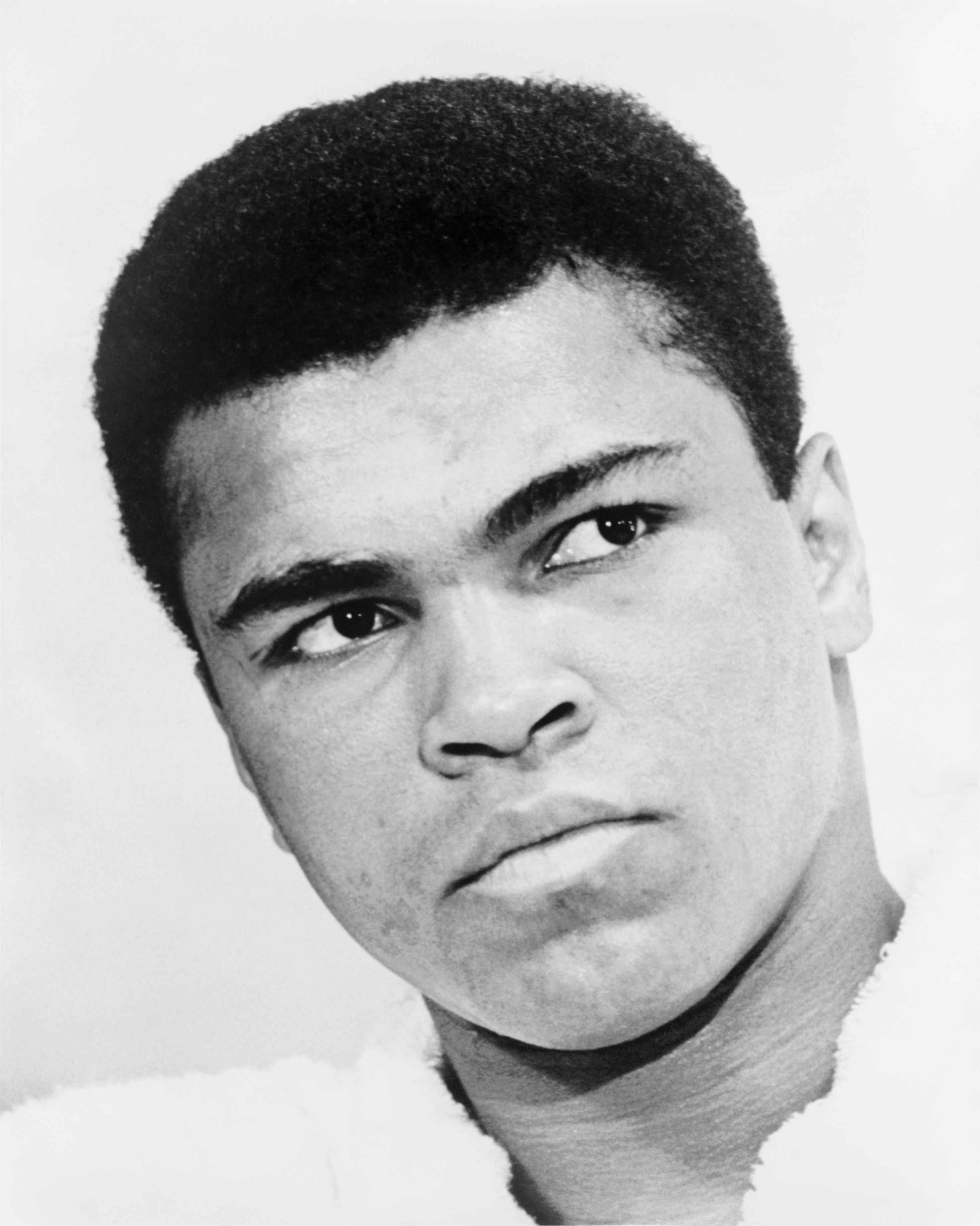
Den amerikanske boxaren Muhammad Ali avled 3 juni, 74 år gammal.

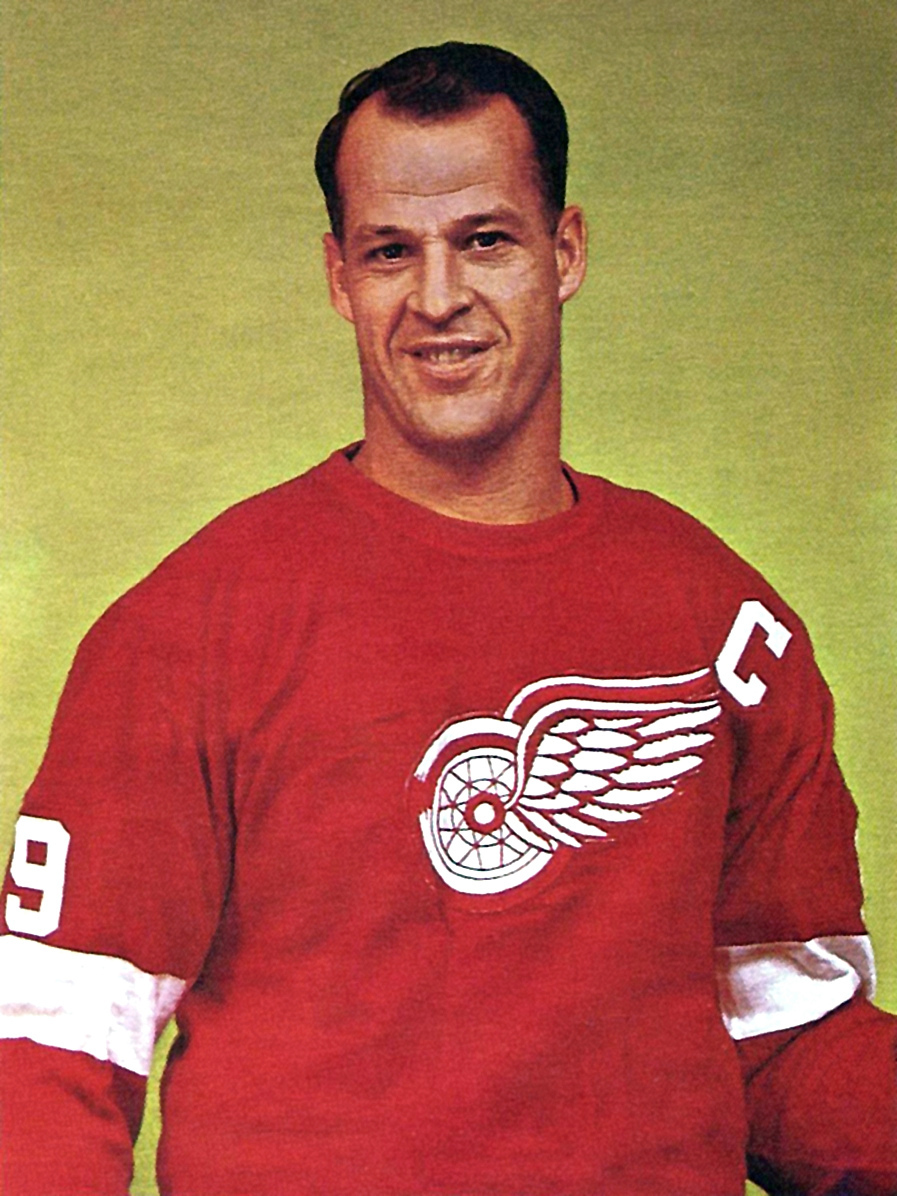
Den kanadensiske ishockeyspelaren Gordie Howe avled 10 juni, 88 år gammal.

- 1 juni – Grigore Obreja, 48, rumänsk kanotist, olympisk guldmedaljör 1994.[349]
- 2 juni – Freddie Wadling, 64, svensk sångare.[350]
- 2 juni – Tom Kibble, 83, brittisk teoretisk fysiker.[351]
- 2 juni – Corry Brokken, 83, nederländsk sångare och skådespelare, eurovisionsvinnare 1957.[352]
- 3 juni – Muhammad Ali, 74, amerikansk boxare.[353]
- 3 juni – Sten Lundin, 84, svensk motocrossförare.[354]
- 3 juni – Luis Salom, 24, spansk roadracingförare.[355]
- 3 juni – Dave Swarbrick, 75, brittisk folkmusiker.[356][357]
- 3 juni – Peter Tillberg, 69, svensk konstnär, scenograf och skulptör. [358]
- 4 juni – Daniel Atterbom, 56, svensk journalist.[359]
- 4 juni – Antti Hyry, 84, finländsk författare.[360]
- 4 juni – Carmen Pereira, 79, bissauguineansk politiker, president 1984.[361]
- 5 juni – Jerome Bruner, 100, amerikansk psykolog.[362]
- 5 juni – Gianluca Buonanno, 50, italiensk politiker.[363]
- 6 juni – Åke Gustavsson, 72, svensk socialdemokratisk riksdagsledamot.[364]
- 6 juni – Viktor Kortjnoj, 85, rysk-schweizisk schackspelare.[365]
- 6 juni – Göran Engström, 70, svensk journalist, hembygdsforskare och författare.[366][367]
- 6 juni – Theresa Saldana, 61, amerikansk skådespelare.[368]
- 6 juni – Peter Shaffer, 90, brittisk dramatiker.[369]
- 6 juni – Kimbo Slice, 42, bahamasfödd amerikansk MMA-utövare.[370]
- 7 juni – Marita Lindquist, 97, finländsk (finlandssvensk) författare.[371]
- 7 juni – Elisabeth Moltmann-Wendel, 89, tysk feministisk teolog.[372]
- 7 juni – Didargylytj Urazov, 39, turkmenisk fotbollsspelare.[373]
- 8 juni – Terje Fjærn, 73, norsk musiker.[374]
- 8 juni – Stephen Keshi, 54, nigeriansk fotbollstränare och före detta spelare.[375]
- 8 juni – Jan von Konow, 94, svensk förläggare, heraldiker och museiman.[376]
- 8 juni – Sascha Lewandowski, 44, tysk fotbollstränare.[377]
- 9 juni – Lasse Willén, 66, svensk natur- och miljöjournalist.[378]
- 10 juni – Gordie Howe, 88, kanadensisk ishockeyspelare.[379]
- 10 juni – Jan Lisspers, 64, svensk professor i psykologi.[380]
- 11 juni – Christina Grimmie, 22, amerikansk sångare och pianist.[381]
- 12 juni – Janet Waldo, 96, amerikansk skådespelare.[382]
- 12 juni – George Voinovich, 79, amerikansk republikansk politiker.[383]
- 12 juni – Fabrizio Pirovano, 56, italiensk roadracingförare.[384]
- 12 juni – Bobby Byström, 86, svensk journalist, sportchef och krönikör.[385]
- 13 juni – Chips Moman, 79, amerikansk musikproducent.[386]
- 15 juni – Lois Duncan, 82, amerikansk författare.[387]
- 15 juni – Karl Grunewald, 95, svensk barnpsykiater och professor.[388]
- 16 juni – Jo Cox, 41, brittisk politiker för Labour.[389]
- 16 juni – Luděk Macela, 65, tjeckoslovakisk fotbollsspelare.[390]
- 17 juni – Bjarne Lindén, 78, svensk läkare och läroboksförfattare.[391][392]
- 19 juni – Frank Chapot, 84, amerikansk ryttare, olympisk silvermedaljör 1960 och 1972.[393]
- 19 juni – Götz George, 77, tysk skådespelare.[394]
- 19 juni – Sverre Kjelsberg, 69, norsk sångare, musiker och låtskrivare.[395]
- 19 juni – Victor Stănculescu, 88, rumänsk general.[396]
- 19 juni – Anton Yelchin, 27, amerikansk skådespelare (Star Trek). [397]
- 21 juni – Jan Wahlén, 86, svensk översättare.[398][399]
- 22 juni – Harry Rabinowitz, 100, brittisk dirigent och kompositör.[400]
- 23 juni – Michael Herr, 76, amerikansk journalist och manusförfattare.[401]
- 23 juni – Ralph Stanley, 89, amerikansk bluegrassmusiker och banjospelare.[402]
- 24 juni – Christine Axelsson, 64, svensk socialdemokratisk politiker.[403]
- 24 juni – Bo Strömstedt, 87, svensk publicist.[404]
- 24 juni – Bernie Worrell, 72, amerikansk keyboardist och låtskrivare.[405]
- 25 juni – Nicole Courcel, 84, fransk skådespelare.[406]
- 25 juni – Maurice G. Dantec, 57, fransk-kanadensisk författare.[407]
- 26 juni – Ulf Laurin, 82, svensk företagsledare och direktör, SAF-ordförande 1989–1996.[408][409]
- 27 juni – Harry Halbreich, 85, belgisk musikvetare.[410]
- 27 juni – Bud Spencer, 86, italiensk skådespelare och manusförfattare.[411]
- 27 juni – Alvin Toffler, 87, amerikansk författare och framtidsforskare.[412]
- 28 juni – Christer Ericsson, 74, svensk entreprenör och affärsman.[413]
- 28 juni – Scotty Moore, 84, amerikansk gitarrist.[414]
- 28 juni – Pat Summitt, 64, amerikansk basketspelare.[415]
- 29 juni – Elechi Amadi, 82, nigeriansk författare.[416]
- 29 juni – Gunnar Garbo, 92, norsk journalist, politiker, ämbetsman och diplomat.[417]
- 30 juni – Martin Lundström, 98, svensk längdskidåkare och OS-guldmedaljör.[418]

## Juli

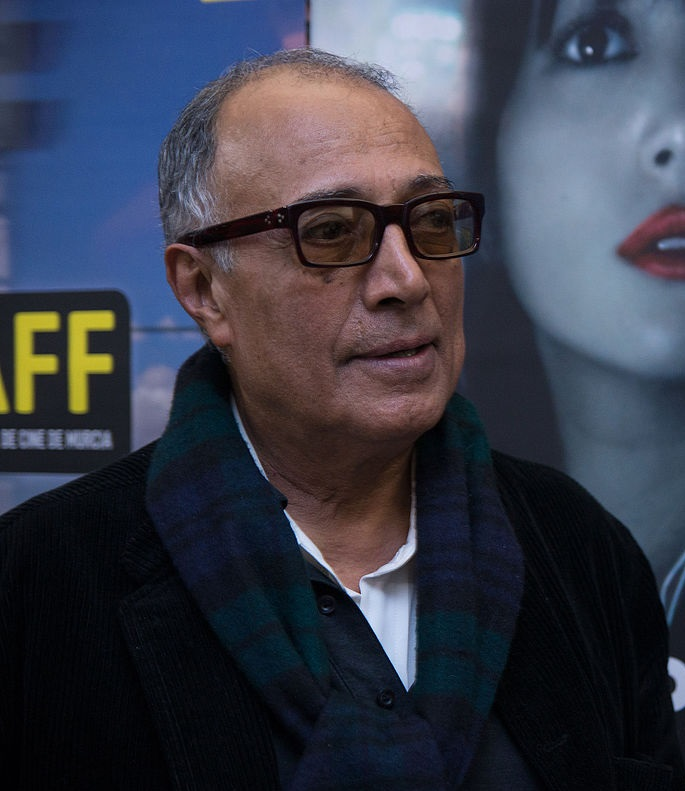
Den iranske filmskaparen Abbas Kiarostami avled 4 juli, 76 år gammal.

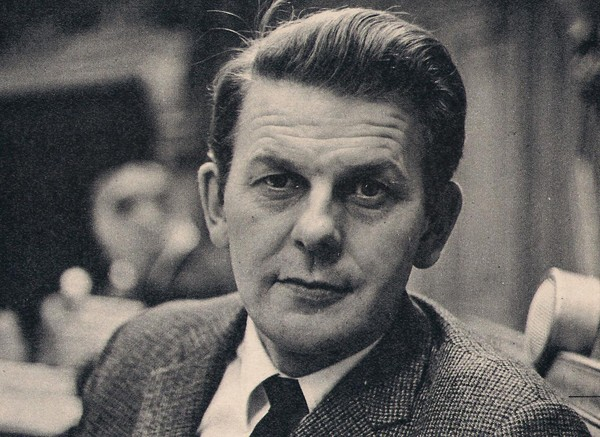
Den svenske statsministern Thorbjörn Fälldin avled 23 juli, 90 år gammal.

- 1 juli – Olof Lund, 85, svensk ingenjör och företagsledare.[136]
- 1 juli – Yves Bonnefoy, 93, fransk poet, författare och översättare.[419]
- 2 juli – Michael Cimino, 77, amerikansk filmregissör, filmproducent och manusförfattare.[420]
- 2 juli – Robert Nye, 77, brittisk poet och författare.[421]
- 2 juli – Michel Rocard, 85, fransk politiker, premiärminister 1988–1991.[422]
- 2 juli – Elie Wiesel, 87, rumänskfödd amerikansk författare och överlevare av förintelsen. Mottagare av Nobels fredspris 1986.[423]
- 4 juli – Abbas Kiarostami, 76, iransk filmregissör och manusförfattare.[424]
- 5 juli – William L. Armstrong, 79, amerikansk republikansk politiker, senator 1979–1991.[425]
- 5 juli – Brian White, 59, brittisk labourpolitiker.[426]
- 6 juli – Vahid Rastegar, 33, svensk hiphop-artist och programledare i radio.[427]
- 8 juli – Jeffrey Nape, okänd ålder, tillförordnad generalguvernör i Papua Nya Guinea 2004 och 2010.[428]
- 10 juli - Ulf Andersson (boxare), 78, svensk boxare, skådespelare och stuntman.[429]
- 10 juli – Leif Nylén, 77, svensk musiker, låtskrivare, författare och litteraturkritiker.[430]
- 11 juli – Kurt Svensson, 89, svensk fotbollsspelare.[431]
- 12 juli – Goran Hadžić, 57, kroatienserbisk politiker och åtalad krigsförbrytare.[432]
- 13 juli – Bernardo Provenzano, 83, italiensk maffialedare.[433]
- 14 juli – Péter Esterházy, 66, ungersk författare.[434]
- 16 juli – Suzanne Bonnier, 92, svensk konstförläggare och direktör.[435]
- 16 juli – Robert Burren Morgan, 90, amerikansk demokratisk politiker, senator 1975–1981.[436]
- 16 juli – Bert Sundberg, 81, svensk filmproducent.[437]
- 16 juli – Alan Vega, 78, amerikansk sångare och artist (duon Suicide).
- 17 juli – Wendell Anderson, 83, amerikansk demokratisk politiker, Minnesotas guvernör 1971–1976.[438]
- 18 juli – Matilda Rapaport, 30, svensk skidåkare (alpin friåkning).[439]
- Exakt datum saknas – Anthony D. Smith, 76, brittisk historiskt inriktad sociolog och statsvetare.[440]
- 19 juli – Garry Marshall, 81, amerikansk filmregissör, producent och manusförfattare.[441]
- 20 juli – Pavel Sjeremet, 44, vitrysk journalist.[442]
- 20 juli – Mark Takai, 49, amerikansk demokratisk politiker.[443]
- 22 juli – Ursula Franklin, 94, tysk-kanadensisk fysiker.[444]
- 23 juli – Thorbjörn Fälldin, 90, svensk centerpartistisk politiker, Sveriges statsminister 1976–1978 och 1979–1982.[445]
- 24 juli – Tom Clegg, 81, brittisk film och TV-regissör.[446]
- 24 juli – Marni Nixon, 86, amerikansk sångare och skådespelare.[447]
- 25 juli – Sinikka Kukkonen, 68, finländsk orienterare och skidorienterare.[448]
- 25 juli – Tim LaHaye, 90, amerikansk pastor, författare och konservativ aktivist och lobbyist.[449]
- 26 juli – C.-H. Hermansson, 98, svensk politiker, partiledare för Sveriges kommunistiska parti / Vänsterpartiet kommunisterna 1964–1975.[450]
- 27 juli – Jerry Doyle, 60, amerikansk skådespelare (Babylon 5).[451]
- 27 juli – Piet de Jong, 101, nederländsk politiker, premiärminister 1967–1971.[452]
- 27 juli – Gunnar Lundberg den äldre, 90, svensk operasångare[453]
- 27 juli – Einojuhani Rautavaara, 87, finländsk tonsättare.[454]
- 28 juli – Mahasweta Devi, 90, indisk (bengalisk) författare.[455]
- 30 juli – Gloria DeHaven, 91, amerikansk skådespelare och sångare.[456]
- 30 juli – Kjell Svensson, 78, svensk militär.[457]
- 30 juli – Bengt Rydin, 90, svensk jurist och tidigare justitieråd.[458]
- 31 juli – Chiyonofuji Mitsugu, 61, japansk sumobrottare.[459]
- 31 juli – Mats Gellerfelt, 64, svensk kritiker, författare och översättare.[460]
- 31 juli – Bobbie Heine Miller, 106, sydafrikanskfödd australisk tennisspelare.[461]
- 31 juli – Fazil Iskander, 87, sovjetisk-rysk (abchazisk) författare.[462]

## Augusti

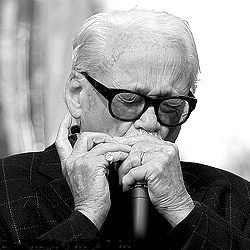
Den belgiske jazzmusikern Toots Thielemans avled 22 augusti, 94 år gammal.

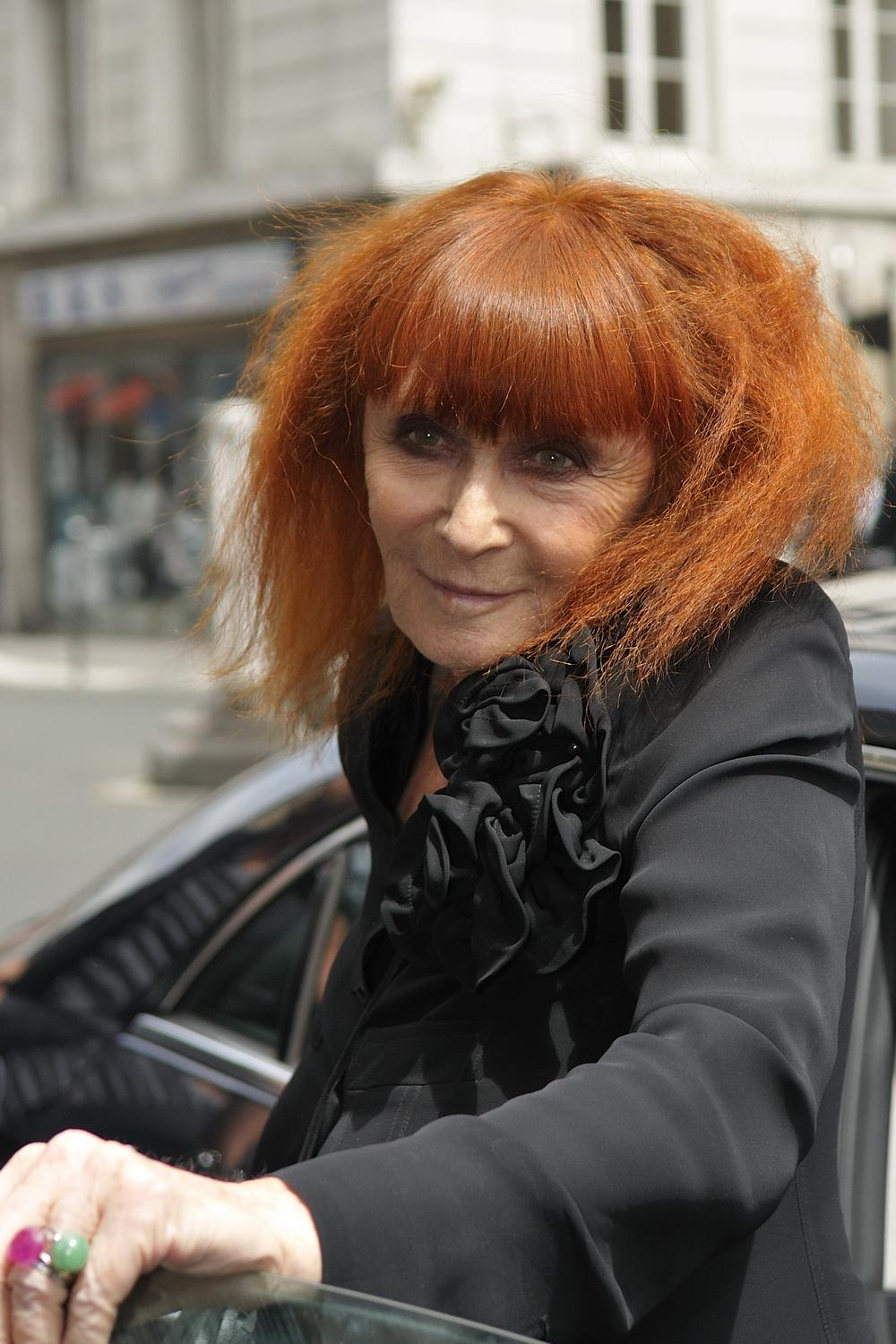
Den franska modeskaparen Sonia Rykiel avled 25 augusti, 86 år gammal.

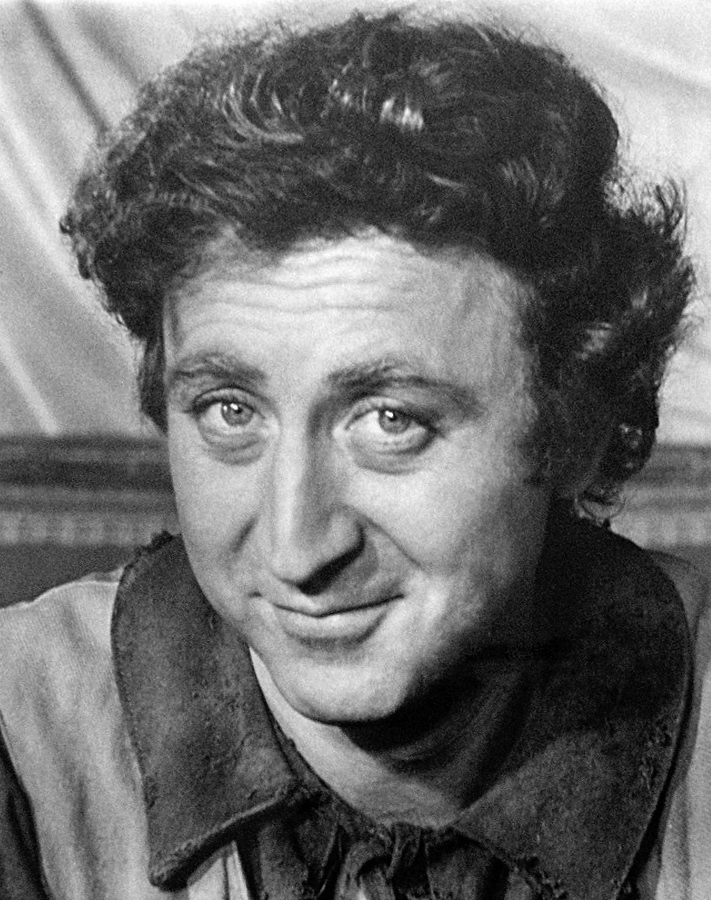
Den amerikanske skådespelaren och filmregissören Gene Wilder avled 29 augusti, 83 år gammal.

- 1 augusti – Anne av Bourbon-Parma, 92, rumänsk ex-drottning.[463]
- 1 augusti – Gull Brunius, 89, svensk översättare.[464]
- 2 augusti – Terence Bayler, 86, nyzeeländsk skådespelare.[465][466]
- 2 augusti – David Huddleston, 85, amerikansk skådespelare (Det våras för sheriffen).[467]
- 2 augusti – Ahmed Zewail, 70, egyptisk-amerikansk kemist, nobelpristagare 1999.[468]
- 3 augusti – Chris Amon, 73, nyzeeländsk racerförare.[469]
- 3 augusti – Steve LaTourette, 62, amerikansk republikansk politiker, representanthusledamot 1995–2013.[470]
- 8 augusti – Ivo Urbančič, 85, slovensk filosof.[471]
- 9 augusti – Bill Alsup, 78, amerikansk racerförare.[472]
- 9 augusti – Gerald Grosvenor, 6:e hertig av Westminster, 64, brittisk hertig, fastighetsägare och affärsman, en av Storbritanniens rikaste personer.[473]
- 9 augusti – Siegbert Horn, 66, tysk (östtysk) kanotist.[474]
- 9 augusti – Ernst Neizvestny, 91, rysk-amerikansk skulptör.[475]
- 12 augusti – Keith Blunt, 77, brittisk fotbollstränare (Sutton United FC, Malmö FF, Viking FK, med flera).[476]
- 12 augusti – Sören Mannheimer, 82, svensk jurist och kommunpolitiker, tidigare make till Carin Mannheimer.[477]
- 13 augusti – Kenny Baker, 81, brittisk skådespelare (R2-D2 i Star Wars, etc).[478]
- 13 augusti – Françoise Mallet-Joris, 86, belgisk författare.[479]
- 14 augusti – Bengt Nerman, 93, svensk författare och journalist. [480]
- 15 augusti – Stefan Henze, 35, tysk kanotist.[481]
- 16 augusti – João Havelange, 100, brasiliansk fotbollsfunktionär, president för FIFA 1974–1998.[482]
- 17 augusti – Arthur Hiller, 92, amerikansk filmregissör (Love Story, etc).[483]
- 18 augusti – Lennart Andersson, 89, svensk socialdemokratisk politiker.[484]
- 18 augusti – Ernst Nolte, 93, tysk historiker och filosof.[485]
- 18 augusti – John W. Vessey, 94, amerikansk general, försvarschef 1982–1985.[486]
- 19 augusti – Nina Romasjkova (även känd som Nina Ponomarjova), 87, rysk (sovjetisk) diskuskastare.[487]
- 20 augusti – Ignacio Padilla, 47, mexikansk författare.[488]
- 21 augusti – Basia Frydman, 70, svensk skådespelare.[489]
- 22 augusti – Per Lønning, 88, norsk teolog, biskop och politiker.[490]
- 22 augusti – Sellapan Ramanathan (även känd som S.R. Nathan), 92, singaporiansk president 1999–2011.[491]
- 22 augusti – Toots Thielemans, 94, belgisk jazzmusiker.[492]
- 23 augusti – Steven Hill, 94, amerikansk skådespelare (Law and Order, etc).[493]
- 23 augusti – Reinhard Selten, 85, tysk nationalekonom, nobelpristagare i ekonomi 1994.[494]
- 23 augusti – Henning Voscherau, 75, tysk politiker, Hamburgs borgmästare 1988–1997.[495]
- 24 augusti – Michel Butor, 89, fransk författare.[496]
- 24 augusti – Walter Scheel, 97, tysk politiker, västtysk utrikesminister 1969–1974 och förbundspresident 1974–1979.[497]
- 24 augusti – Roger Tsien, 64, amerikansk biokemist, nobelpristagare i kemi 2008.[498]
- 25 augusti – James Cronin, 84, amerikansk fysiker, nobelpristagare i fysik 1980.[499]
- 25 augusti – Sonia Rykiel, 86, fransk modeskapare.[500]
- 26 augusti – Harald Grønningen, 81, norsk längdskidåkare.[501]
- 27 augusti – Hans Stenberg, 63, svensk socialdemokratisk politiker.[502]
- 28 augusti – Juan Gabriel, 66, mexikansk sångare.[503]
- 28 augusti – Lennart Häggroth, "Klimpen", 76, svensk ishockeyspelare.[504]
- 29 augusti – Gene Wilder, 83, amerikansk skådespelare, filmregissör och manusförfattare.[505]
- 30 augusti – Marc Riboud, 93, fransk fotograf och bildjournalist.[506]

## September

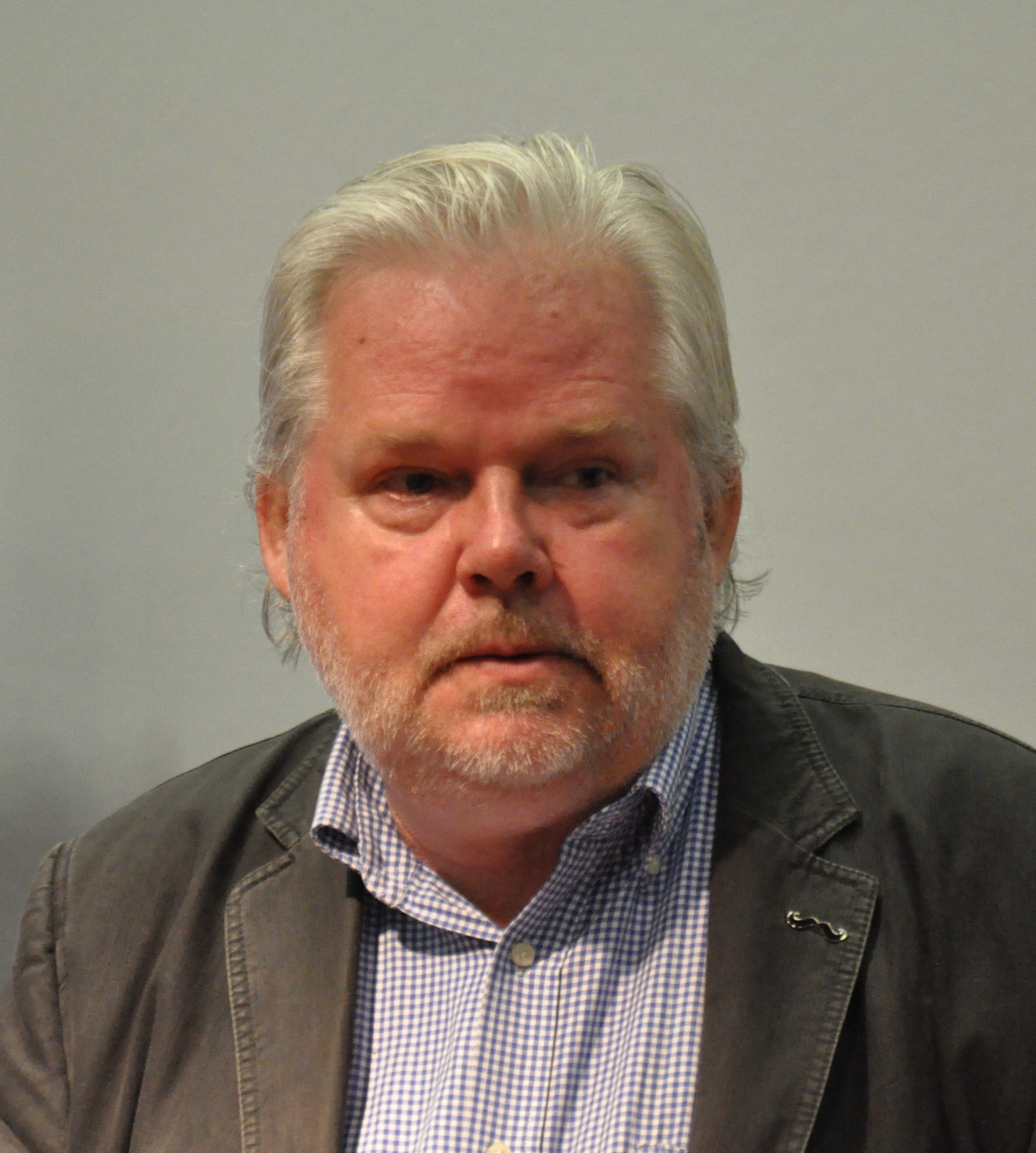
Den svenske journalisten och radioprofilen Kjell Albin Abrahamson avled 22 september, 71 år gammal.

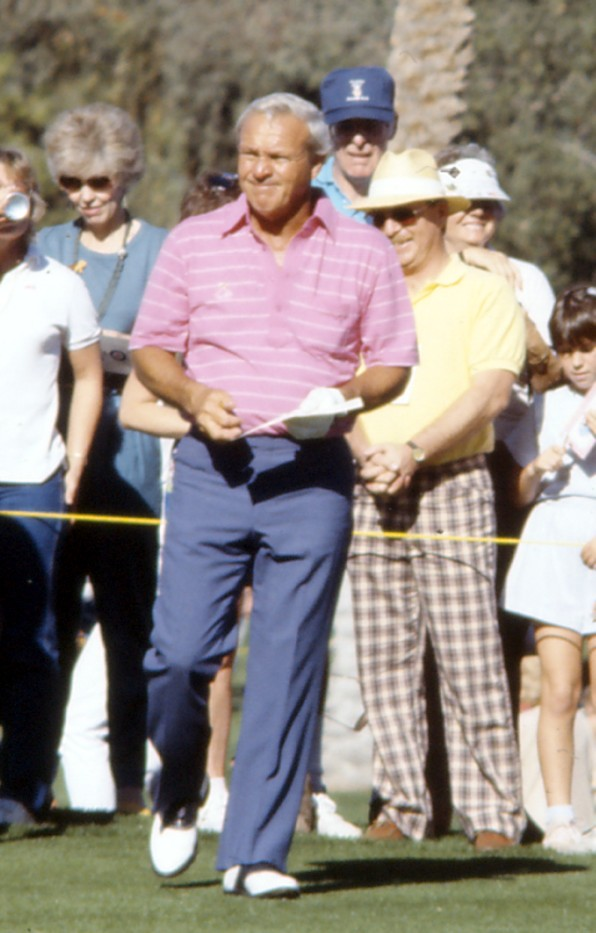
Den amerikanske golfspelaren Arnold Palmer avled 25 september, 87 år gammal.

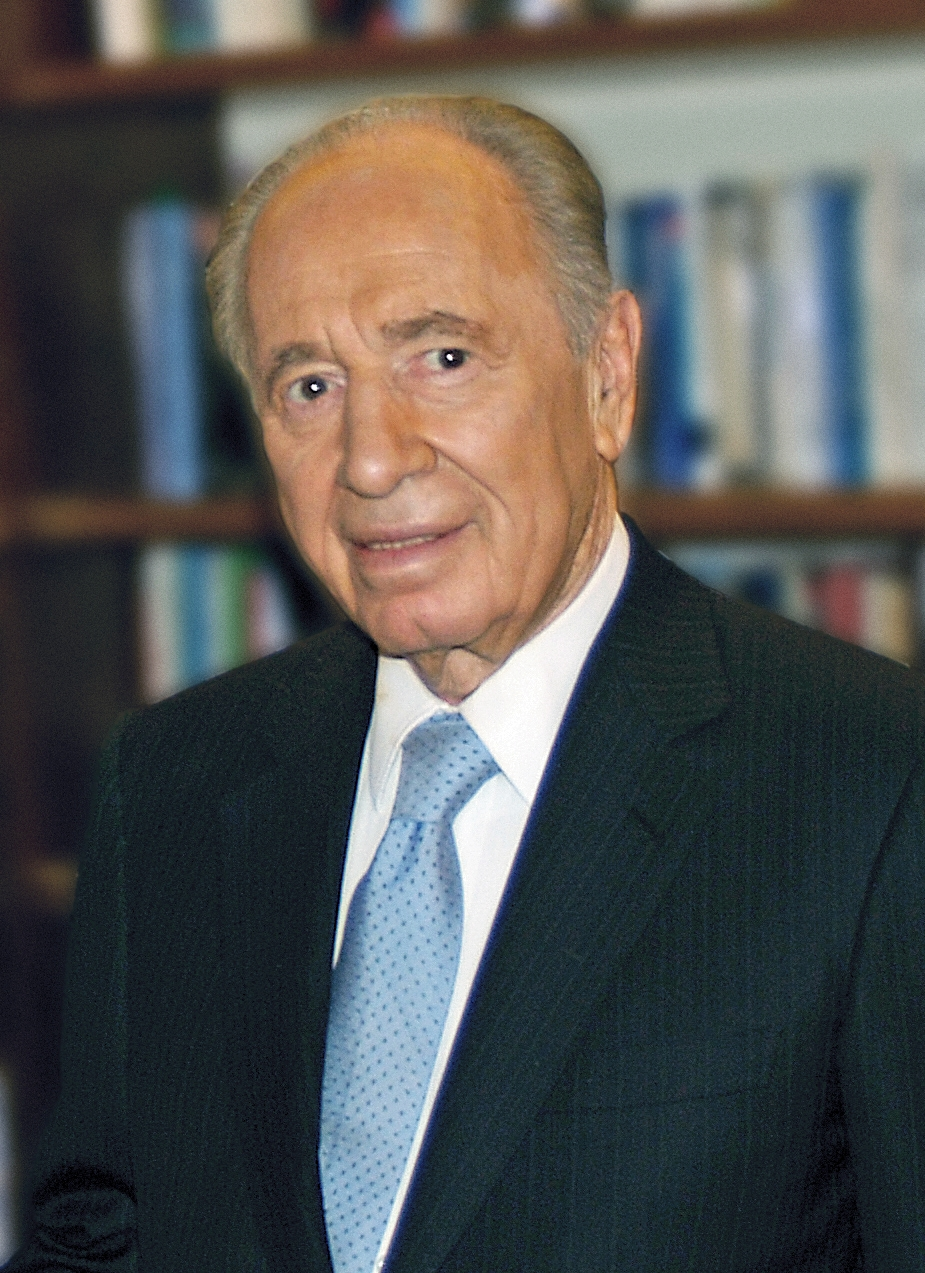
Den israeliske premiärministern, presidenten och fredspristagaren Shimon Peres avled 28 september, 93 år gammal.

- 1 september – Leif Mæhle, 89, norsk litteraturvetare.[507]
- 1 september – Jon Polito, 65, amerikansk skådespelare.[508]
- 2 september – Islam Karimov, 78, uzbekisk president sedan 1991.[509][510]
- 3 september – Jane Brick, 74, svensk TV-journalist.[511]
- 3 september – Leslie H. Martinson, 101, amerikansk TV- och filmregissör.[512]
- 5 september – Jan Gezelius, 92, svensk arkitekt.[513]
- 5 september – Duane Graveline, 85, amerikansk astronaut.[514]
- 5 september – Hugh O'Brian, 91, amerikansk skådespelare.[515]
- 5 september – Phyllis Schlafly, 92, amerikansk konservativ politiker och aktivist.[516]
- 5 september – Jan Wallander, 96, svensk bankdirektör, forskare och författare.[517]
- 6 september – Andrzej Szymczak, 67, polsk handbollsspelare.[518]
- 8 september – Prince Buster, 78, jamaicansk ska- och reggaemusiker och sångare.[519]
- 11 september – Alexis Arquette, 47, amerikansk skådespelare.[520]
- 11 september – Nelson Davidjan, 66, armenisk-sovjetisk brottare.[521]
- 11 september – Bruno Poromaa, 80, svensk socialdemokratisk politiker.[522]
- 12 september – Gunnila Bernadotte, 93, svensk grevinna.[523]
- 12 september – Sándor Csoóri, 86, ungersk poet och essäist.[524]
- 12 september – Hans Rosander, 79, svensk fotbollsspelare.[525]
- 15 september – Deborah Jin, 47, amerikansk fysiker.[526]
- 15 september – Rose Mofford, 94, amerikansk demokratisk politiker, Arizonas guvernör 1988–1991.[527]
- 16 september – Edward Albee, 88, amerikansk författare och dramatiker.[528]
- 16 september – Carlo Azeglio Ciampi, 95, italiensk politiker, premiärminister 1993–1994 och president 1999–2006.[529]
- 16 september – Norbert Kröcher, 66, (väst)tysk terrorist, medlem av Röda armé-fraktionen.[530]
- 17 september – Charmian Carr, 73, amerikansk skådespelare.[531]
- 17 september – Bahman Golbarnezhad, 48, iransk tävlingscyklist.[532]
- 17 september – Björn Holmgren, 95, svensk balettdansör och koreograf.[533]
- 17 september – Rune Larsson, 92, svensk friidrottare.[534]
- 17 september – Sigge Parling, 86, svensk fotbolls-, bandy- och ishockeyspelare.[535]
- 18 september – Erland Lagerroth, 91, svensk litteraturvetare och författare.[536]
- 18 september – Mandoza, 38, sydafrikansk kwaitosångare och musiker.[537]
- 19 september – Jan O. Karlsson, 77, svensk socialdemokratisk politiker, bistånds- och migrationsminister 2002–2003.[538]
- 20 september – Bill Barrett, 87, amerikansk republikansk representanthusledamot 1991–2001.[539]
- 20 september – Curtis Hanson, 71, amerikansk filmregissör och manusförfattare.[540]
- 21 september – Shawty Lo, 40, amerikansk hip hop-artist och musikproducent.[541]
- 21 september – John D. Loudermilk, 82, amerikansk sångare och låtskrivare.[542]
- 22 september – Kjell Albin Abrahamson, 71, svensk journalist.[543]
- 22 september – Ann-Mari Wiman, 95, svensk skådespelare.[544]
- 23 september – Yngve Brodd, 86, svensk fotbollsspelare.[545]
- 23 september – Frances Dafoe, 86, kanadensisk konståkare.[546]
- 24 september – Wenche Lowzow, 90, norsk politiker, engagerad i bland annat homosexuellas rättigheter.[547]
- 24 september – Bill Nunn, 63, amerikansk skådespelare.[548][549]
- 24 september – Matti Pulli, 83, finländsk backhoppningstränare.[550]
- 25 september – José Fernández, 24, kubansk-amerikansk basebollspelare.[551]
- 25 september – Kashif, 59, amerikansk musiker, sångare och låtskrivare.[552]
- 25 september – Hagen Liebing, 55, tysk musiker och musikjournalist.[553]
- 25 september – Arnold Palmer, 87, amerikansk golfspelare.[554]
- 26 september – Giovanni Alvarez, 36, svensk boxare.[555]
- 26 september – Herschell Gordon Lewis, 87, amerikansk filmskapare.[556]
- 27 september – Jamshid Amouzegar, 93, iransk politiker, premiärminister 1977–1978.[557]
- 27 september – Märta Schéle, 80, svensk sångare (sopran) och sångpedagog.[558]
- 28 september – Johan Fischerström, 72, svensk militär och handbollsspelare.[559]
- 28 september – Shimon Peres, 93, israelisk politiker, premiärminister i olika omgångar, president 2007–2014 och mottagare av Nobels fredspris 1994.[560]
- 30 september – Oscar Brand, 96, kanadensisk-amerikansk folksångare, låtskrivare och gitarrist.[561]
- Natten till 30 september – Roj Friberg, 82, svensk målare, grafiker och scenograf.[562]
- 30 september – Mike Towell, 25, skotsk boxare.[563][564]

## Oktober

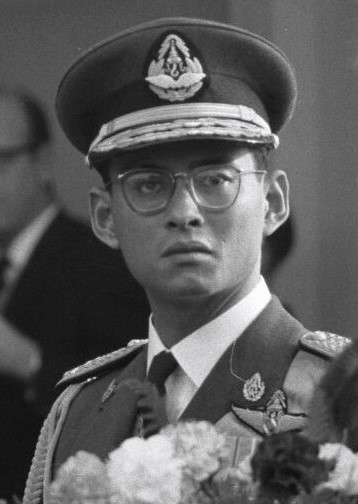
Thailands kung Bhumibol Adulyadej avled 13 oktober, 88 år gammal.

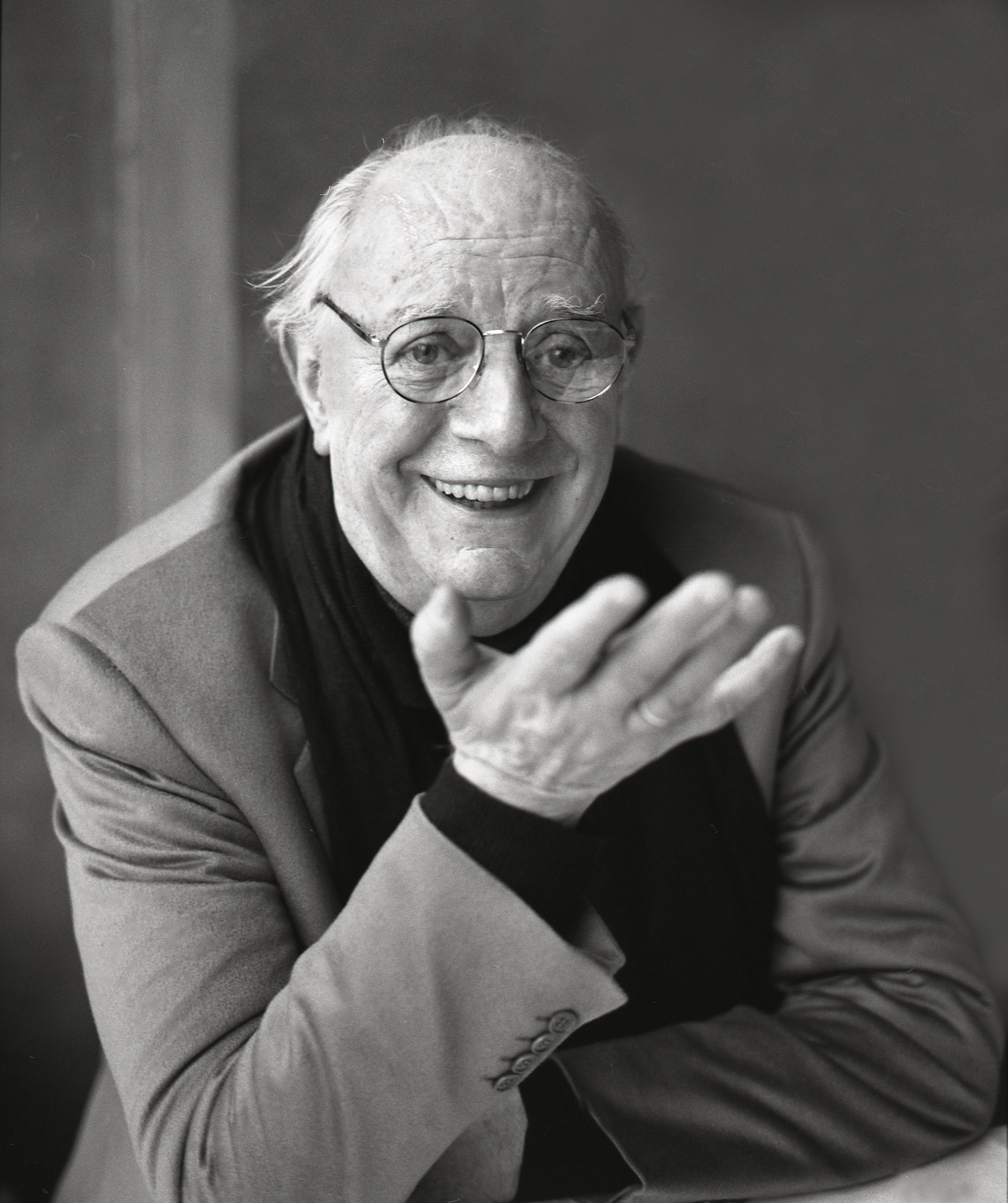
Den italienske dramatikern och Nobelpristagaren Dario Fo avled 13 oktober, 90 år gammal.

- 1 oktober – David Herd, 82, brittisk (skotsk) fotbollsspelare.[565][566]
- 1 oktober – Hanna Landing, 84, svensk skådespelare.[567]
- 2 oktober – Stig Malmberg, 85, svensk författare av ungdomslitteratur.[568]
- 2 oktober – Lennart Jedeur-Palmgren, 89, svensk militär.[136]
- 2 oktober – Neville Marriner, 92, brittisk dirigent och violinist.[569]
- 2 oktober – Thomas Round, 100, brittisk operasångare och skådespelare.[570]
- 3 oktober – Ljupka Dimitrovska, 70, makedonsk-kroatisk pop- och schlagersångare.[571]
- 5 oktober – Joan Marie Johnson, 72, amerikansk sångare, medlem av The Dixie Cups.[572]
- 5 oktober – Michal Kováč, 86, slovakisk politiker, president 1993–1998.[573]
- 6 oktober – Hidipo Hamutenya, 77, namibisk politiker, bland annat utrikesminister 2002–04.[574]
- 7 oktober – Alex Rydén, 90, svensk militär.[575]
- 7 oktober – Wolfgang Suschitzky, 104, brittisk filmfotograf (Ta fast Carter!).[576]
- 8 oktober – Jacob Neusner, 84, amerikansk teolog och rabbin, forskare inom judendomen.[577]
- 8 oktober – Stylianos Pattakos, 103, grekisk politiker och kuppmakare, vice premiärminister 1967–1974.[578]
- 9 oktober – Måns Edwall, 56, svensk regissör, dramatiker, skådespelare och musiker.[579]
- 9 oktober – Wojciech Kurpiewski, 50, polsk kanotist.[580]
- 9 oktober – Aaron Pryor, 60, amerikansk boxare.[581]
- 9 oktober – Andrzej Wajda, 90, polsk filmregissör.[582]
- 11 oktober – Pia Hallström, 55, svensk moderat politiker och riksdagsledamot.[583]
- 11 oktober – Lars Huldén, 90, finlandssvensk författare och översättare.[584]
- 12 oktober – Beata Bergström, 95, svensk fotograf.[585]
- 13 oktober – Bhumibol Adulyadej, 88, Thailands kung sedan 1946.[586]
- 13 oktober – Dario Fo, 90, italiensk dramatiker, regissör, författare, satiriker och politisk aktivist, nobelpristagare i litteratur 1997.[587]
- 14 oktober – Jean Alexander, 90, brittisk skådespelare (Coronation Street).[588]
- 14 oktober – Pierre Étaix, 87, fransk skådespelare, filmregissör och clown.[589]
- 16 oktober – Kigeli V, 80, Rwandas siste regent 1959–61.[590]
- 16 oktober – Ted V. Mikels, 87, amerikansk filmregissör.[591]
- 16 oktober – Lise-Lotte Nilsson, 71, skådespelare, sångaren bakom kvinnokampsången "Vi måste höja våra röster för att höras".[592]
- 17 oktober – Trille Bodil Nielsen, 71, dansk sångare.[593]
- 19 oktober – Yvette Chauviré, 99, fransk prima ballerina och skådespelare.[594]
- 19 oktober – Gary Sprake, 71, brittisk (walesisk) fotbollsspelare.[595]
- 20 oktober – Michael Massee, 64, amerikansk skådespelare.[596]
- 20 oktober – Simone Schaller, 104, amerikansk häcklöpare.[597]
- 20 oktober – Junko Tabei, 77, japansk bergsbestigare, första kvinnan att bestiga Mount Everest.[598]
- 21 oktober – Paweł Baumann, 33, polsk kanotist.[599]
- 23 oktober – Pete Burns, 57, brittisk popsångare (bland annat Dead or Alive) och dokusåpadeltagare.[600]
- 23 oktober – Tom Hayden, 76, amerikansk radikal demokratisk politiker och aktivist, medlem av Kaliforniens senat 1992–2000, make till Jane Fonda 1973–1990.[601]
- 23 oktober – William Löfqvist, 69, svensk ishockeymålvakt.[602]
- 23 oktober – Khalifa bin Hamad Al Thani, 84, Qatars emir (regent) 1972–1995.[603]
- 23 oktober – Wim van der Voort, 93, nederländsk skridskoåkare.[604]
- 24 oktober – Jorge Batlle Ibáñez, 88, uruguayansk politiker och advokat, president 2000–2005.[605]
- 24 oktober – Freddy Fraek, 80, dansk musiker, skådespelare och skulptör.
- 24 oktober – Siv Holma, 64, svensk politiker, riksdagsledamot (V) 1998–2014.[606]
- 24 oktober – Reinhard Häfner, 64, tysk (östtysk) fotbollsspelare.[607]
- 24 oktober – Bobby Vee, 73, amerikansk popsångare och musiker.[608]
- 25 oktober – Kevin Curran, 59, amerikansk manusförfattare.[609]
- 25 oktober – Göran Norström, 88, svensk författare och journalist.[610]
- 25 oktober – Carlos Alberto Torres, 72, brasiliansk professionell fotbollsspelare.[611]
- 26 oktober – Birger Larsen, 54, dansk filmregissör och manusförfattare.[612]
- 27 oktober – Takahito, prins Mikasa, 100, japansk prins, son till Taishōkejsaren.[613]
- Exakt datum saknas – Sasha Mesić, 75, svensk komiker.[614]
- 30 oktober – Don Marshall, 80, amerikansk skådespelare.[615]
- 30 oktober – Thörner Åhsman, 85, svensk boxare.[616]
- 31 oktober – Silvio Gazzaniga, 95, italiensk skulptör.[617]

## November

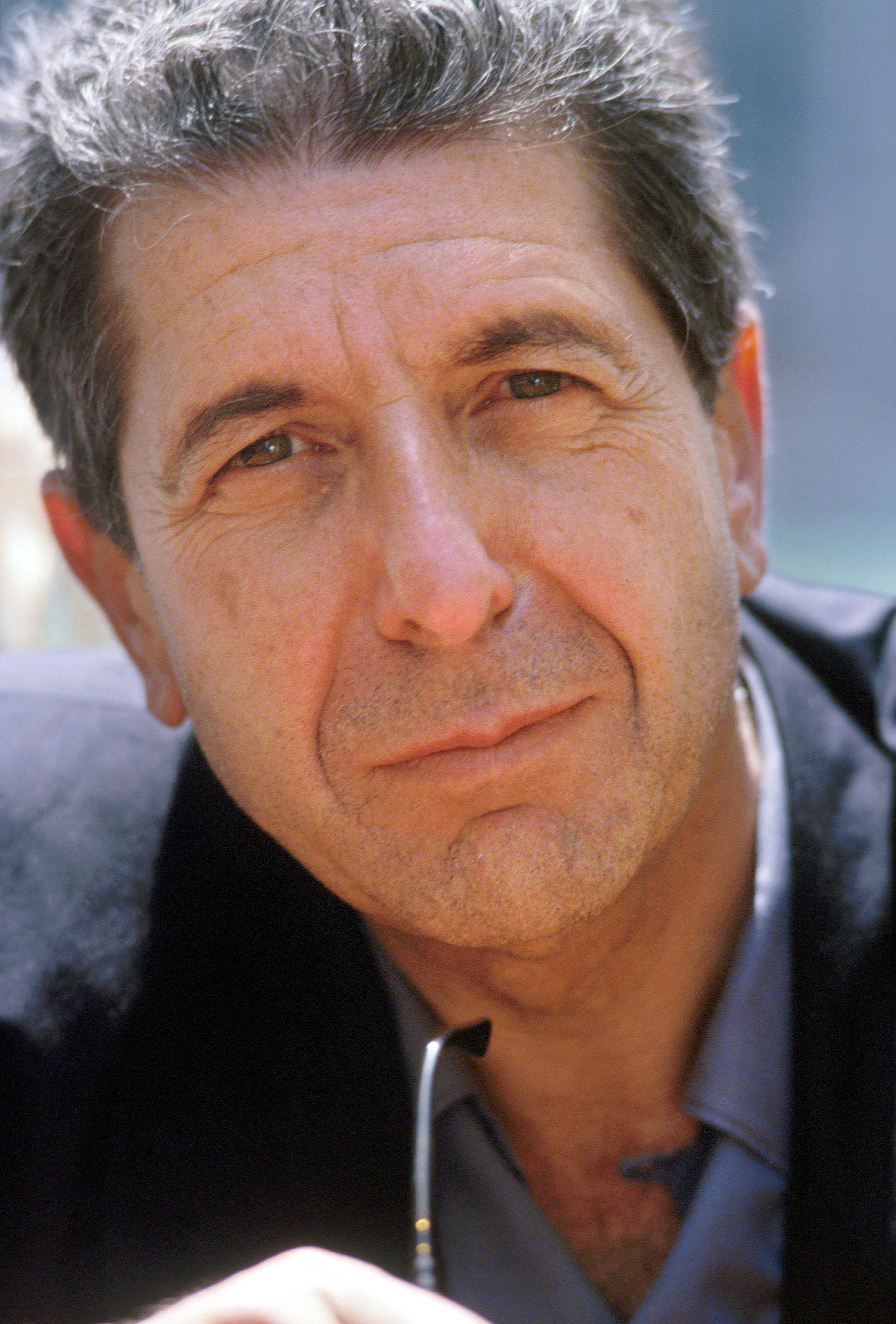
Den kanadensiske låtskrivaren och sångaren Leonard Cohen avled 7 november, 82 år gammal.

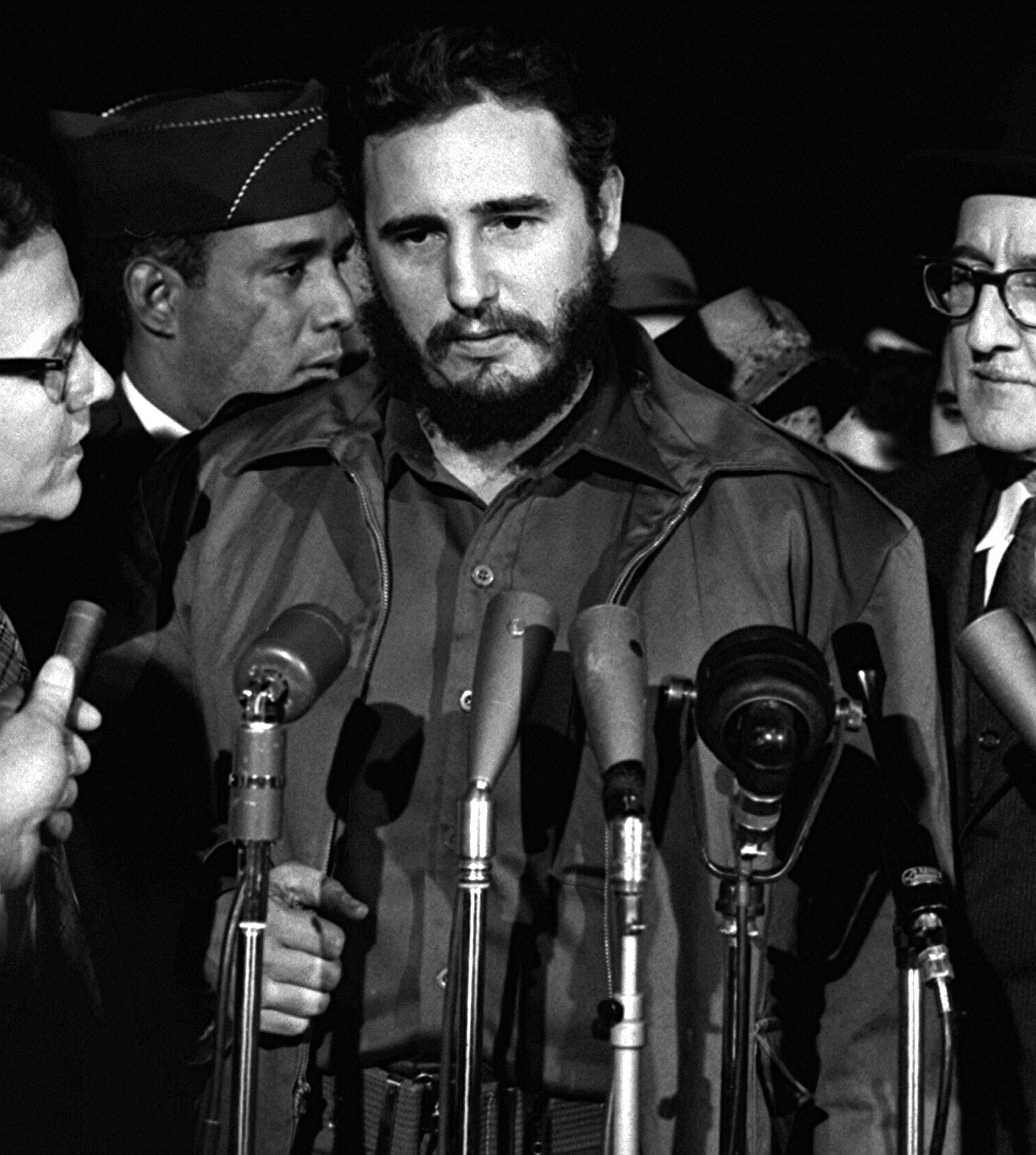
Den kubanske premiärministern och presidenten Fidel Castro avled 25 november, 90 år gammal.

- 1 november – Tina Anselmi, 89, italiensk politiker (blev Italiens första kvinnliga minister 1976) och motståndskämpe under andra världskriget.[618]
- 2 november – Mathias Olsson, 41, svensk skådespelare.[619]
- 2 november – Oleg Popov, 86, rysk clown och cirkusartist.[620]
- 2 november – Samuel Schatzmann, 61, schweizisk ryttare.[621]
- 3 november – Clive Derby-Lewis, 80, sydafrikansk konservativ politiker, dömd för sin inblandning i mordet på Chris Hani.[622]
- 3 november – Kay Starr, 94, amerikansk sångare.[623]
- 4 november – Jean-Jacques Perrey, 87, fransk kompositör och musikproducent, tidig pionjär inom elektronisk musik.[624]
- 4 november – Gunnar E. Sandgren, 87, svensk författare.[625]
- 4 november – Rolf Öhman, 88, svensk militär.[626]
- 5 november – Arthur Hultling, 90, svensk skådespelare, teaterchef och teaterintendent.[627]
- 5 november – Marek Svatoš, 34, slovakisk ishockeyspelare.[628]
- 7 november – Leonard Cohen, 82, kanadensisk låtskrivare, sångare och författare.[629]
- 7 november – Jayawantiben Mehta, 77, indisk politiker, energiminister 1999–2004.[630]
- 7 november – Janet Reno, 78, amerikansk jurist och politiker, justitieminister 1993–2001.[631]
- 8 november – Lena Hansson, 72, svensk skådespelare och sångare.[632]
- 9 november – Åke Cato, 82, svensk författare och underhållare.[633]
- 9 november – Sven-Åke Hjälmroth, 86, svensk länspolismästare och chef för Säkerhetspolisen.[634]
- 11 november – Ilse Aichinger, 95, österrikisk författare.[635]
- 11 november – Robert Vaughn, 83, amerikansk skådespelare (Mannen från UNCLE).[636]
- 12 november – Lupita Tovar, 106, mexikansk skådespelare.[637]
- 12 november – Jacques Werup, 71, svensk författare, poet, manusförfattare och musiker.[638]
- 13 november – Enzo Maiorca, 85, italiensk fridykare.[639][640]
- 13 november – Leon Russell, 74, amerikansk låtskrivare, sångare och musiker.[641]
- 14 november – Vladimir Belov, 58, rysk (sovjetisk) handbollsspelare.[642]
- 14 november – Gun Hellsvik, 74, svensk moderat politiker, justitieminister 1991–1994.[643]
- 14 november – Roger Hobbs, 28, amerikansk deckarförfattare.[644]
- 14 november – Gardnar Mulloy, 102, amerikansk tennisspelare.[645]
- 14 november - Kjell Ulfhielm, 87, svensk musiker och före detta programledare.[646]
- 15 november – Mose Allison, 89, amerikansk jazzpianist, sångare och låtskrivare.[647]
- 15 november – Sixto Durán Ballén, 95, ecuadoriansk politiker, president 1992–1996.[648]
- 16 november – Melvin Laird, 94, amerikansk republikansk politiker, försvarsminister 1969–1973.[649]
- 16 november – Daniel Prodan, 44, rumänsk fotbollsspelare och tränare.[650]
- 17 november – Whitney Smith, 76, amerikansk vexillolog.[651]
- 18 november – Gustaf Hamilton, 96, svensk greve och författare.[652]
- 18 november – Jevgenij Lazarev, 79, rysk teater- och filmskådespelare.[653]
- 19 november – Karl-Gustav "Kåge" Gustafson, 80, svensk skådespelare (Hem till byn).[654]
- 20 november – Ragnar Persson, 91, svensk militär.[655]
- 20 november – Konstantinos Stefanopoulos, 90, grekisk politiker, president 1995–2005.[656]
- 20 november – William Trevor, 88, irländsk författare.[657]
- 23 november – Gabriella Garland, 104, svensk journalist och radiokvinna.[658]
- 23 november – Karin Johannisson, 72, svensk författare, skribent och professor i idé- och lärdomshistoria.[659][660]
- 23 november – Peggy Kirk Bell, 95, amerikansk golfspelare.[661]
- 23 november – Ryu Mi-yong, 95, nordkoreansk politiker och dissident, ordförande för Chondoistiska Chongupartiet.[662]
- 23 november – Andrew Sachs, 86, tyskfödd brittisk skådespelare (Pang i bygget).[663]
- 24 november – Florence Henderson, 82, amerikansk skådespelare (The Brady Bunch).[664]
- 24 november – Ulf Örnkloo, 81, svensk redaktör och författare.[665]
- 25 november – Fidel Castro, 90, kubansk revolutionär och politiker, premiärminister 1959–1976, president 1976–2008 och generalsekreterare för Kubas kommunistiska parti 1961–2011.[666]
- 25 november – Pauline Oliveros, 84, amerikansk dragspelare och kompositör.[667]
- 26 november – Alv Gjestvang, 79, norsk skridskoåkare.[668]
- 26 november – Peter Hans Kolvenbach, 87, nederländsk katolsk präst och religiös ledare.[669]
- 27 november – Yannis Grivas, 93, grekisk politiker, premiärminister oktober–november 1989.[670]
- 28 november – Adolfo Horta, 59, kubansk boxare.[671]
- 29 november – Joe Dever, 60, brittisk fantasyförfattare och spelutvecklare.[672]
- 29 november – Luis Alberto Monge Álvarez, 90, costaricansk politiker, president 1982–1986.[673]
- 29 november – Andrew Rippin, 66, brittiskfödd kanadensisk historiker och islamolog.[674]
- 30 november – Per Gillbrand, 82, svensk ingenjör inom bilindustrin.[675][676]

## December

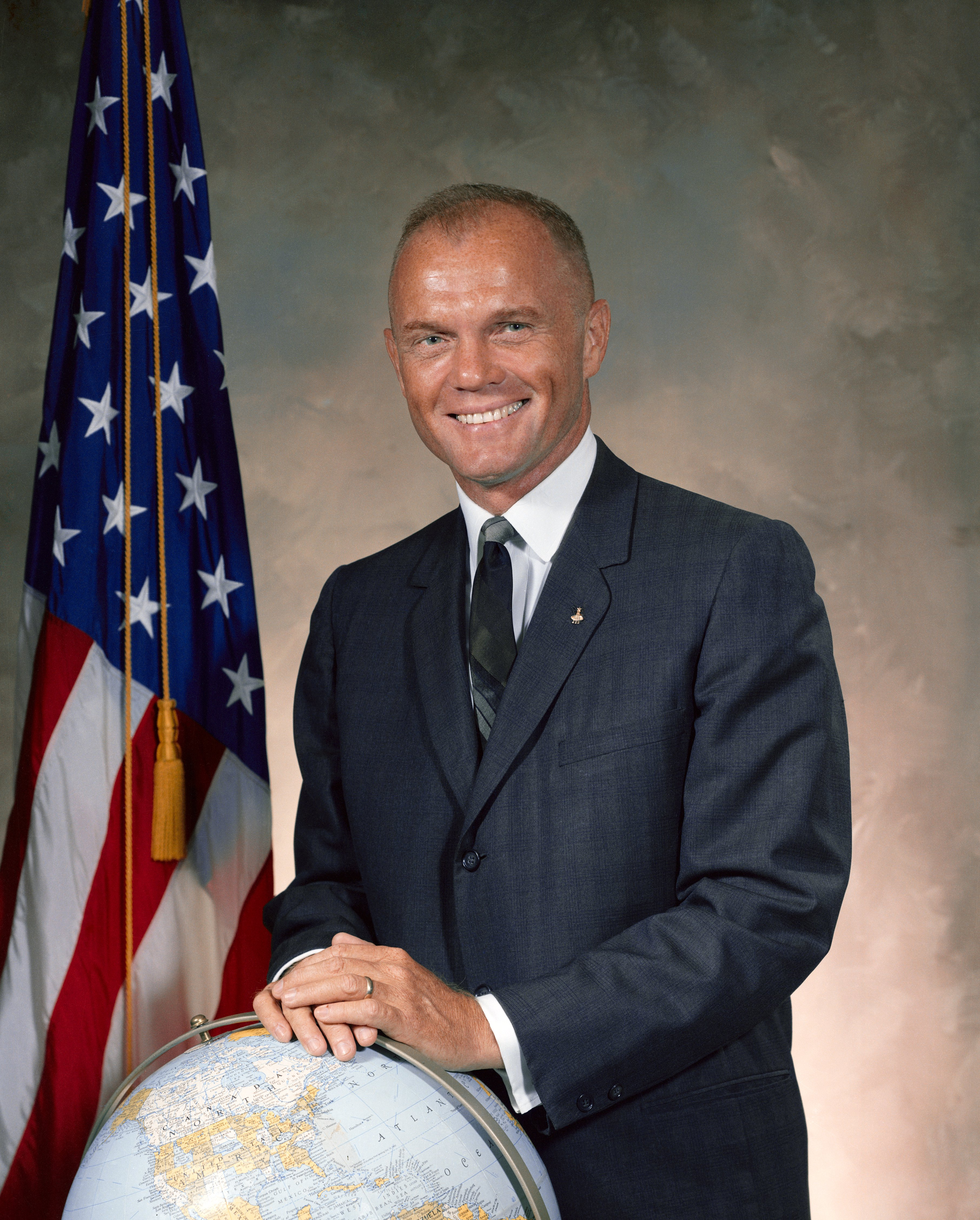
Den amerikanske astronauten John Glenn avled 8 december, 95 år gammal.

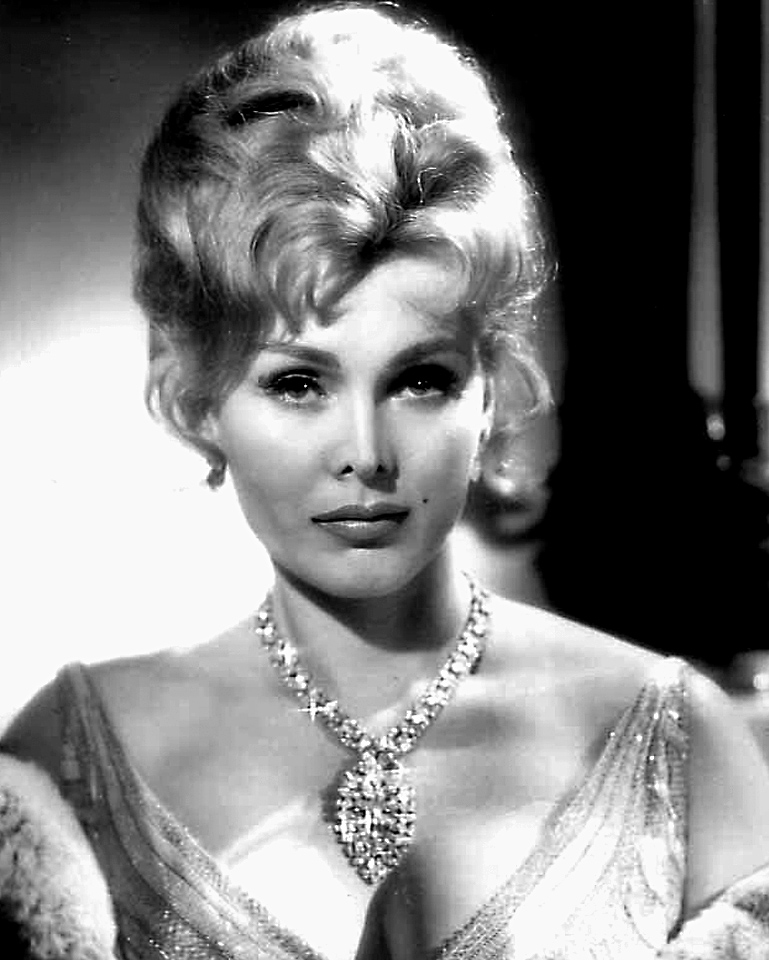
Den ungersk-amerikanska skådespelaren Zsa Zsa Gabor avled 18 december, 99 år gammal.

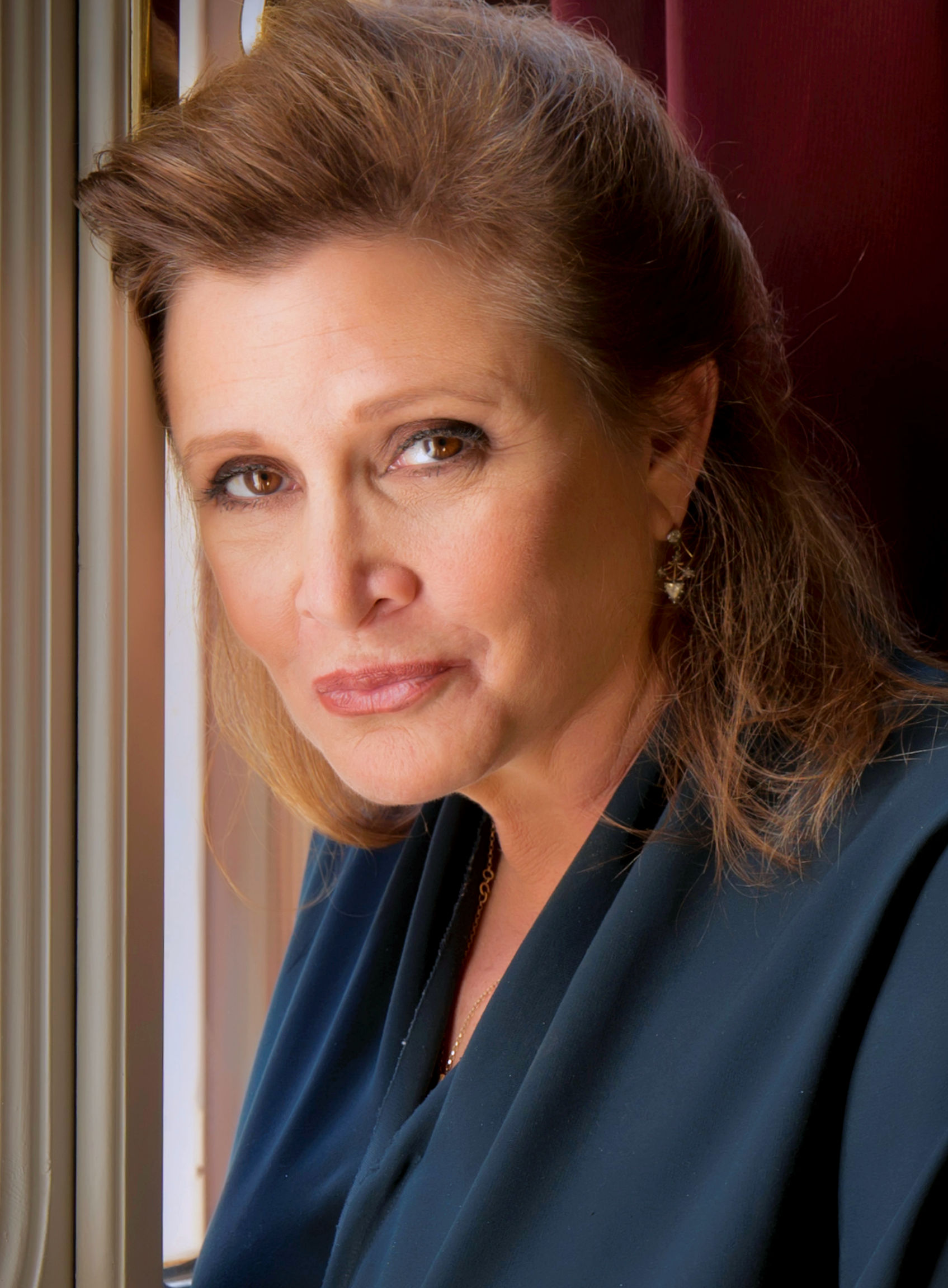
Den amerikanska skådespelaren Carrie Fisher avled 27 december, 60 år gammal.

- 1 december – Don Calfa, 76, amerikansk skådespelare.[677]
- 2 december – Gisela May, 92, tysk sångare och skådespelare.[678]
- 3 december – Bengt Lindqvist, 80, svensk socialdemokratisk politiker, biträdande socialminister 1985–1991.[679]
- 4 december – Marcel Gotlib, 82, fransk serieskapare.[680]
- 5 december – Mogens Camre, 80, dansk politiker, tidigare folketingsledamot och EU-parlamentariker.[681]
- 5 december – Jayalalithaa, 68, indisk politiker och skådespelare, försteminister i Tamil Nadu i flera perioder.[682]
- 6 december – Peter Vaughan, 93, brittisk skådespelare.[683]
- 7 december – Paul Elvstrøm, 88, dansk seglare och båtkonstruktör.[684]
- 7 december – Kristina Kamnert, 74, svensk skådespelare och författare.[685]
- 7 december – Greg Lake, 69, brittisk musiker.[686]
- 8 december – John Glenn, 95, amerikansk astronaut och senator.[687]
- 8 december – Joseph Mascolo, 87, amerikansk skådespelare.[688]
- 10 december – A. A. Gill, 62, brittisk skribent.[689]
- 10 december – Hans-Eric Hellberg, 89, svensk författare.[690]
- 10 december – Georg Klein, 91, ungersk-svensk cancerforskare och författare.[691]
- 11 december – Esma Redžepova, 73, makedonisk sångare.[692]
- 13 december – Thomas Schelling, 95, amerikansk nationalekonom.
- 13 december – Poul Søgaard, 93, dansk socialdemokratisk politiker, försvarsminister 1977–1982.[693]
- 13 december – Alan Thicke, 69, kanadensisk-amerikansk skådespelare och programledare.[694]
- 14 december – Bernard Fox, 89, brittisk skådespelare.[695]
- 14 december – Päivi Paunu, 70, finländsk sångare.[696]
- 15 december – Fran Jeffries, 79, amerikansk sångare och skådespelare.[697]
- 15 december – Craig Sager, 65, amerikansk sportreporter.[698]
- 16 december – Ivan Österblad, 79, svensk militär.[655]
- 16 december – Faina Melnik, 71, ukrainsk-rysk (sovjetisk) diskuskastare.[699]
- 17 december – Henry Heimlich, 96, amerikansk läkare, känd bland annat för att ha introducerat heimlichmanövern.[700]
- 18 december – Zsa Zsa Gabor, 99, ungersk-amerikansk skådespelare.[701]
- 18 december – Heinz Ulzheimer, 90, tysk friidrottare (löpare).[702]
- 18 december – Thomas Warburton, 98, finlandssvensk författare och översättare.[703]
- 19 december – Andrej Karlov, 62, rysk diplomat, ambassadör i Turkiet sedan 2013.[704]
- 20 december – Michèle Morgan, 96, fransk skådespelare.[705]
- 20 december – Gunborg Wildh, 97, svensk författare.[706]
- 21 december – Sven Zetterberg, 64, svensk sångare, musiker och låtskrivare.[707]
- 22 december – Richard Areschoug, 55, svensk militärhistoriker.
- 22 december – Miruts Yifter, 72, etiopisk långdistanslöpare.[708]
- 23 december – Piers Sellers, 61, brittisk-amerikansk astronaut.[709]
- 24 december – Richard Adams, 96, brittisk författare (Den långa flykten).[710]
- 24 december – Rick Parfitt, 68, brittisk rytmgitarrist, sångare och låtskrivare i bandet Status Quo.[711]
- 24 december – Liz Smith, 95, brittisk skådespelare.[712]
- 25 december – George Michael, 53, brittisk popsångare, låtskrivare, musiker och musikproducent. [713]
- 25 december – Vera Rubin, 88, amerikansk astronom.[714]
- 26 december – Joachim Calmeyer, 85, norsk skådespelare.[715]
- 27 december – Carrie Fisher, 60, amerikansk skådespelare (Star Wars) och författare, dotter till Debbie Reynolds.[716]
- 27 december – Ratnasiri Wickremanayake, 83, lankesisk politiker, premiärminister 2000–2001 och 2005–2010.[717]
- 28 december – Gregorio Álvarez, 91, uruguayansk militär och politiker, president 1981–1985.[718]
- 28 december – Michel Déon, 97, fransk författare och litterär kolumnist.[719]
- 28 december – Debbie Reynolds, 84, amerikansk skådespelare (Singin' in the Rain) och sångare, mor till Carrie Fisher.[720]
- 30 december – Tyrus Wong, 106, amerikansk filmkonstnär och animatör.[721]
- 31 december – William Christopher, 84, amerikansk skådespelare (M*A*S*H).[722]
- 31 december – Henning Christophersen, 77, dansk politiker, partiledare för Venstre 1978–1984, utrikesminister 1978–1979, finansminister 1982–1984 och EU-kommissionär 1985–1995.[723]